# Geschiedenis van station Utrecht Centraal

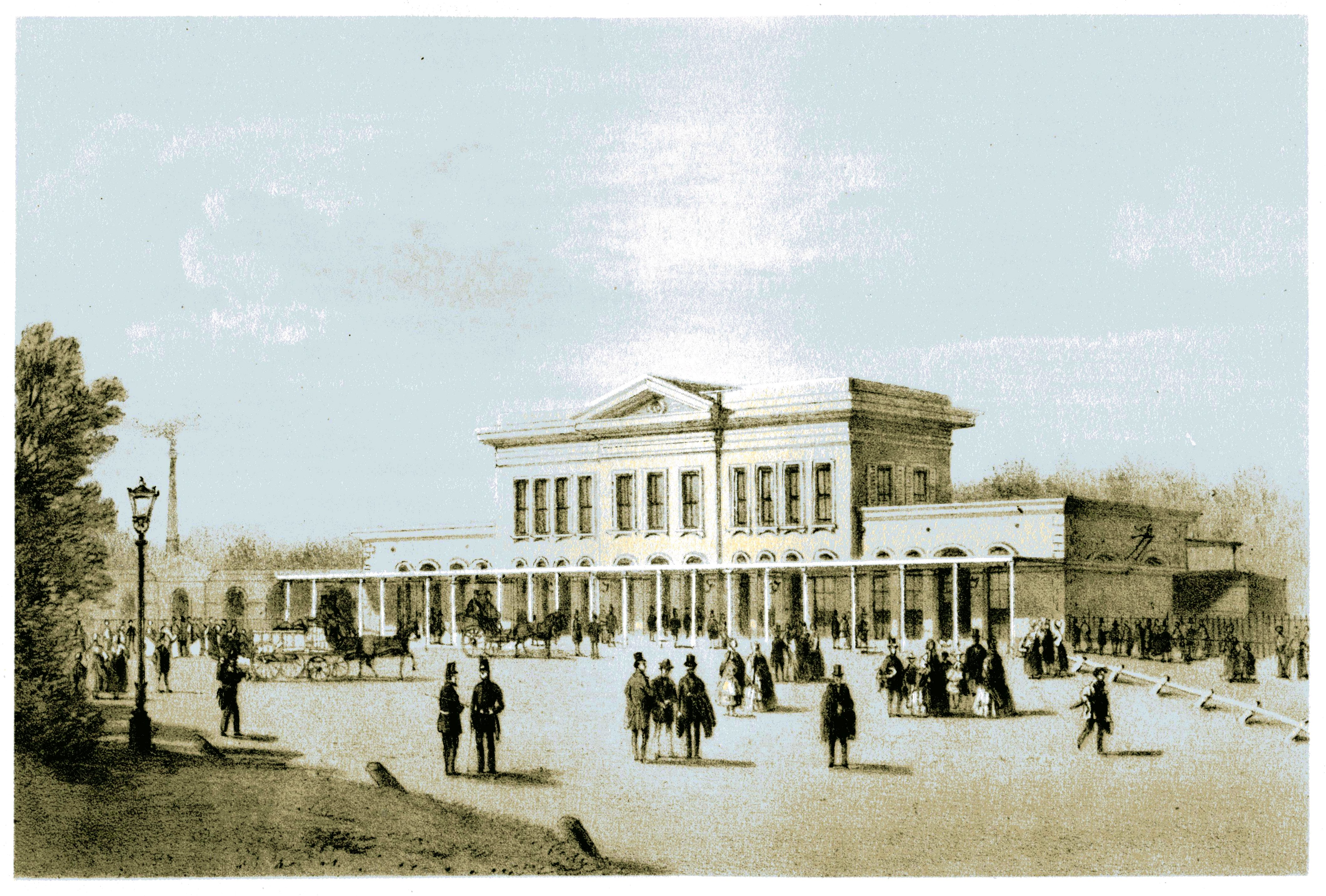
Station Rijnspoorweg; 1859.

De geschiedenis van station Utrecht Centraal kan in ruwweg vier perioden worden ingedeeld:
- De eerste periode van 1843 tot en met 1939 toen Utrecht verschillende stations had voor de diverse richtingen en spoorwegmaatschappijen, en waarbij het station van de Nederlandsche Rhijnspoorweg-Maatschappij aan het toenmalige stationsplein het drukste en belangrijkste station van Utrecht was. Vanaf 1909 kreeg dat station de benaming Centraal Station omdat het station in stappen de rol van de overige stations overnam.
- De tweede periode van 1939 tot en met 1973 toen met de sluiting van het Buurtstation in 1939  de centralisatie was afgerond. En waarbij ook het stationsgebouw van het Centraal station, na een eerdere brand, in 1939 volledig was herbouwd naar een ontwerp van Sybold van Ravesteyn.
- De derde periode was vanaf 1973 tot en met 2016-2018 toen Utrecht Centraal onderdeel uitmaakte van het hooggelegen Hoog Catharijne-complex.
- En de vierde periode vanaf 2016-2018, toen het station in 2016 was omgebouwd tot een OV-terminal, en vanaf 2018 losgekoppeld was van het Hoog Catharijne-complex en het station een op zich zelf staand onderdeel was geworden van een herontwikkeld stationsgebied.

## Ligging en emplacement

### Vooroorlogse geschiedenis
Het station ligt ten westen van de Utrechtse binnenstad, op de plaats waar de Nederlandsche Rhijnspoorweg-Maatschappij in 1843 het eerste station van de stad Utrecht opende. Dat oorspronkelijke station bood Utrecht een treinverbinding met Amsterdam en later ook Arnhem. In 1863 legde de NCS de spoorlijn naar Zwolle aan. Het NRS-station werd het beginpunt van deze lijn. Tegelijkertijd bouwde de NCS het Buurtstation, vanwaar de lokale treinen naar Amersfoort, Baarn en Zeist vertrokken. Het NRS-station en het buurtstation waren door de Leidse Rijn van elkaar gescheiden. Een loopbrug over de Leidse Rijn verbond de beide stations. In 1870 werd de door de Staat der Nederlanden aangelegde spoorlijn naar 's-Hertogenbosch geopend. De staat en de NRS konden geen overeenstemming bereiken over een gezamenlijk gebruik van het NRS-station. De staat bouwde daarom een eigen station, station Utrecht SS, 750 meter ten zuiden van het NRS-station. Aan de oostkant van het centrum bouwde de HSM in 1874 het Maliebaanstation.
Van al deze stations was het NRS-station het meest gunstig gelegen. In 1874 werd Utrecht SS gesloten. Vanaf 1901 reden de treinen vanuit Hilversum door vanuit Lunetten naar het NRS-station. In 1921 kwam er een verbinding tussen Hilversum en het buurtstation. Meer en meer treinen uit Hilversum reden naar het buurtstation, in 1939 resulteerde dit in het sluiten van het Maliebaanstation. Ondertussen werd het NRS-station in 1909 omgedoopt in "Centraal Station". Door een uitbreiding van de capaciteit van het Centraal Station, werd het buurtstation in 1939 reeds overbodig, want tijdens de bouw van de Leidseveertunnel, die werd voltooid in 1940, konden de buurtsporen alvast naar een tijdelijk perron worden doorgetrokken. In 1941 werden er nieuwe kopsporen in gebruik genomen, die over de Leidseveertunnel en de Leidse Rijn heen gingen, en direct uitkwamen aan de noordzijde van het toenmalige stationsgebouw.

### Naoorlogse geschiedenis

#### Vierde perron (1970)

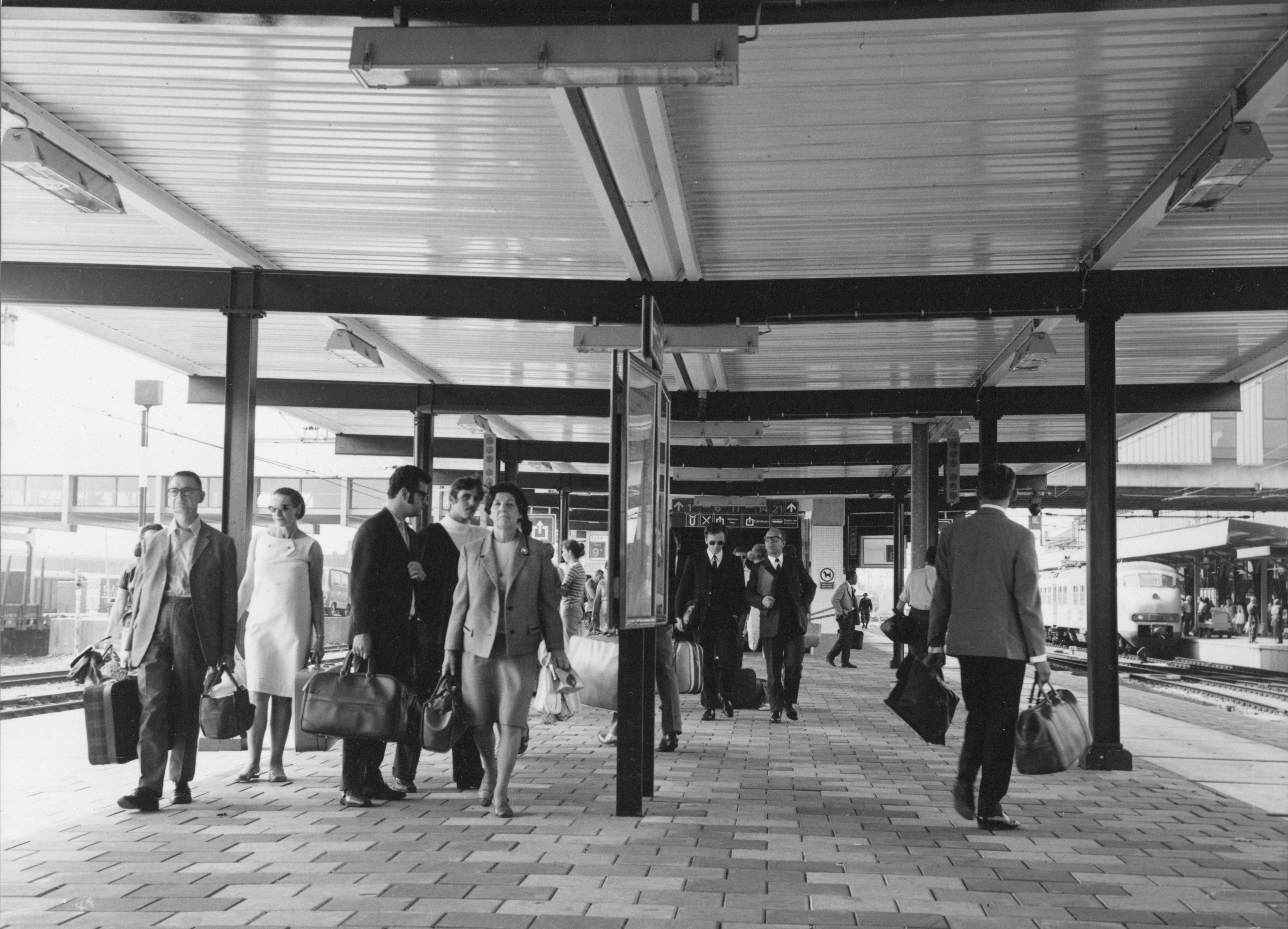
Het nieuwe vierde perron in 1970, in ligging is dit sinds 1986 het zesde perron met de sporen 14 en 15. De perronkap is tussen 2011 en 2016 vervangen.

Naar aanleiding van Spoorslag '70 is er in dat jaar, voor het eerst buiten de klassieke overkappingen, een nieuw eilandperron in gebruik genomen aan de westelijke achterzijde, niet ver van de achterkant van het toen nieuwe Beatrixgebouw van de Jaarbeurs (Utrecht). Bij de bouw van de toenmalige Jaarbeurstraverse en van de toenmalige stationstraverse in 1969, die rond 1988 is opgegaan in de haluitbreiding met het blauwe bord, was al rekening gehouden met de komst van dat perron, zie het hoofstuk "Het Stationsgebouw". Door perron-uitbreidingen aan de centrumzijde in 1976 en 1986 is dit als vierde geopende perron, vanaf 1986 het zesde perron in ligging geworden. Het betreft het perron met de anno 2025 huidige sporen 14 en 15.

#### Vijfde perron (1976): verlenging buurtsporen

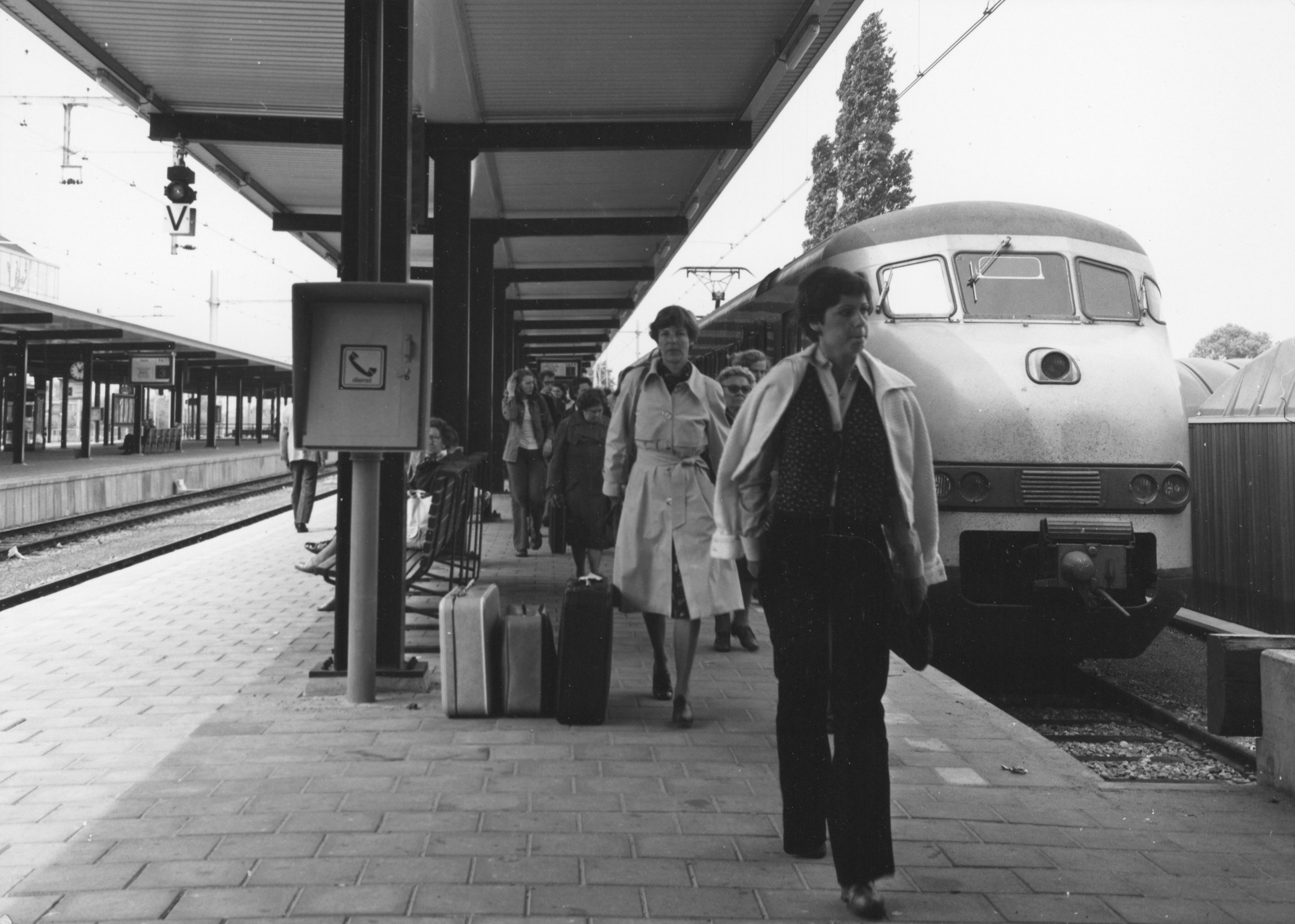
Het chronologisch gezien vijfde perron met rondom de drie verlengde buurtsporen in 1976: de twee sporen links zouden in 1980 en 1981 nog verder verlengd worden tot doorgaande sporen. Tussen 2011 en 2015 is het perron verbreed, en ook overkluisd.

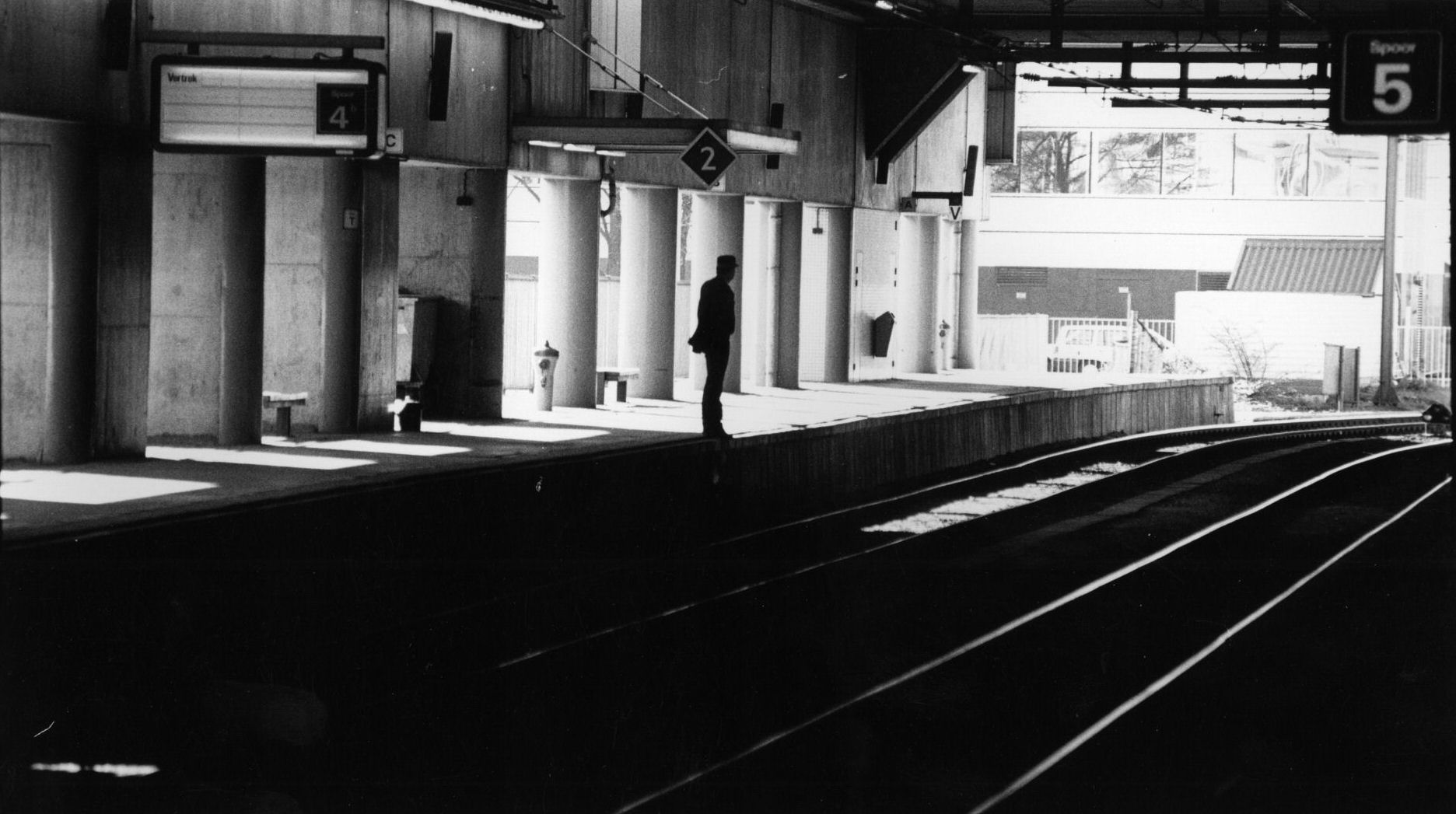
Links spoor 4b en rechts spoor 5, de in 1980-1981 onder Laag Katreine doorgetrokken buurtsporen naar het zuiden. Sinds 2016 is spoor 4b opgebroken en het perron is in 2019 omgebouwd tot opslagruimte.

Met de bouw van Hoog Catharijne werden drie van de vier buurt(kop)sporen aan de perifere noordelijke zijde van het toenmalige stationsgebouw met voorheen nog een eigen spoornummering 11 t/m 14, aan de toenmalige buurtperrons 5 en 6, verlengd en geïntegreerd in het nieuwe stations- en kantorencomplex dat zuidelijker is gelegen. Dit gebeurde in twee stappen: in 1976 en 1981.
Ten zuiden van het toenmalige te slopen stationsgebouw werd in 1973 een nieuwe hooggelegen stationshal opgeleverd en ten zuiden daarvan ook weer meerdere hooggelegen kantoorgebouwen: de Katreinetoren in 1974 en Laag Katreine in 1977 en 1980. Na de sloop van het oude stationsgebouw in 1975 konden in 1976 drie voormalige buurtsporen worden doorgetrokken, waarvan twee tot onder de stationshal uit 1973. De drie buurtsporen gingen daarmee over de plek waar het gesloopte stationsgebouw had gestaan en langs het voormalige stationsplein. Aan de centrumzijde kwam met deze verlenging van de buurtsporen in 1976 een zijperron tot stand, met een extra kopspoor, met de anno 2025 huidige sporen 3 en 4.
Na het gereedkomen van het kantorencomplex Laag Katreine in 1980 was het in dat jaar mogelijk om twee van de drie in 1976 verlengde buurtsporen verder onder de nieuwe stationsbebouwing door te trekken. Het anno 2025 huidige spoor 5 werd in 1980 (of in 1979) een doorgaand spoor en het anno 2025 huidige spoor 4 in 1981 (of in 1980). Met de verlenging van spoor 4, werd ook de bijbehorende zuidelijke perronhelft gebouwd onder Laag Katreine. Deze zuidelijke helft, het voormalige spoor 4b werd vanaf 1981 gebruikt voor treinen naar Rhenen over de in dat jaar gereactiveerde Veenendaallijn. Door een latere perronuitbreiding aan de centrumzijde in 1986 werd het perron uit 1976 met de huidige sporen 3 en 4 in ligging het tweede perron.
De noordelijke helft van het perron is tussen 2011 en 2015 verbreed richting de centrumzijde, verder is het toen grotendeels overdekt door de nieuw ontwikkelde bebouwing aan de westelijke zijde van het in 2018 geopende stationsplein. Het zuidelijke spoor 4b is in 2016 weer opgebroken. Het zuidelijke gedeelte van het perron daar is in 2019 omgebouwd tot opslagruimte.

#### Zesde perron (1986)

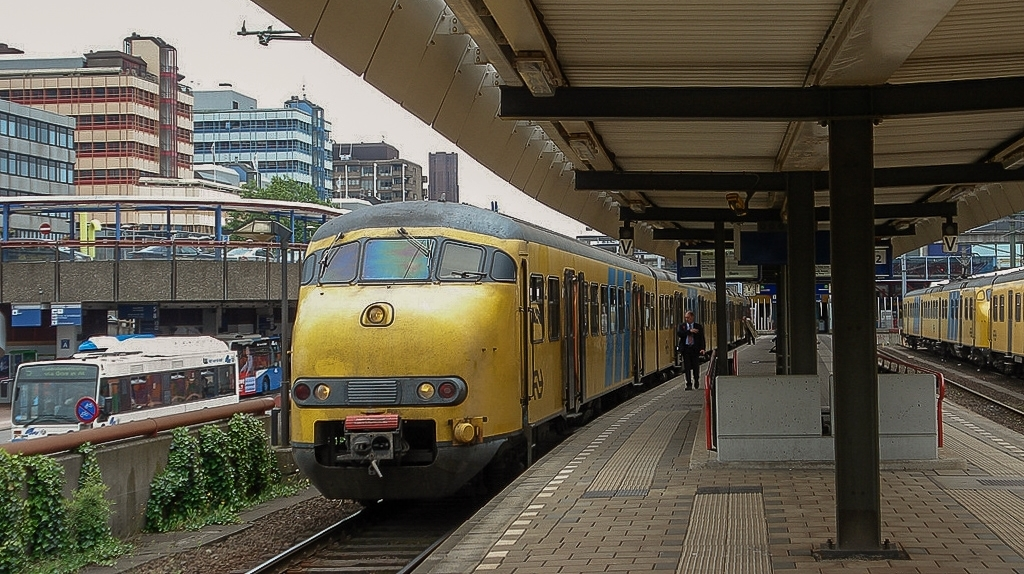
Het eerste perron (in ligging) dat chronologisch gezien in 1986 als zesde perron is gebouwd. Het perron is tussen 2011 en 2015 verbreed en iets naar het oosten opgeschoven, verder is het grotendeels overdekt door een uitbreiding van Hoog Catharijne (CU2030).

In mei 1986 was aan de centrumzijde een nieuw perron met de kopsporen 1 en 2 in gebruik genomen zodat er meer capaciteit was om de dienstregeling goed uit te voeren. Het ging hier om de eerste fase in de aanpak van het toenmalige knelpunt Utrecht Centraal. Daardoor was er samen met het naast liggende perron uit 1976 vanaf 1986 sprake van een groep kopsporen op Utrecht Centraal die in gebruik waren voor de treinen naar Hilversum, Baarn en de stoptreinen naar Amersfoort, net zoals dat tot 1975 bij het toenmalige station het geval was. Dit chronologisch gezien zesde perron werd, in ligging t.o.v. het centrum, het nieuwe eerste perron. Daarom moest de nummering van enkele naburige perrons op Utrecht Centraal weer aangepast worden.
Het perron is, net zoals het naastgelegen perron uit 1976, tussen 2011 en 2015 verbreed en iets naar de centrumzijde opgeschoven. Ook dit perron is toen grotendeels overdekt door de nieuw ontwikkelde bebouwing aan de westelijke zijde van het in 2018 geopende stationsplein.
De bovengrondse stationsfietsenstalling op die plek uit 1976 werd in 1984 gesloopt en in 1986 vervangen door een onder dat toen nieuwe perron gelegen ondergrondse fietsenstalling voor 3000 fietsen. Deze stalling is in 2017 vervolgens een groot OV-fietsen afgiftepunt geworden als onderdeel van de veel grotere fietsenstalling onder het Stationsplein die toen is geopend: zie ook Utrecht Centraal.

#### Zevende perron (1995)
Rond 1995 was in het kader van Rail 21 een zevende perron aangelegd aan de westelijke jaarbeurszijde met de sporen 18 en 19. Dit was eerst een perron met alleen een noordelijke helft, de sporen liepen dood op een stootblok. In 2006 heeft dit perron een relatief lange zuidelijke helft gekregen zodat er genoeg capaciteit was voor de dienstregeling van 2007. Rond 2016 is het onderscheid tussen de a-perronhelften aan de noordkant en de b-perronhelften aan de zuidkant opgeheven. Het perron is tijdens de stationsverbouwing van 2011-2016 aan de noordelijke zijde ingekort, maar het perron is geschikt gebleven voor lange internationale treinen.

#### Achtste perron (2015)
In het kader van de bouw van de OV-terminal en Randstadspoor is er vanaf 2014 gebouwd aan een achtste eilandperron, wederom aan de westelijke jaarbeurszijde, met de sporen 20 en 21. Dit perron is op 13 juli 2015 in gebruik genomen.

#### Voormalige eerste perron, voormalig kopspoor 6
Zoals aangegeven in de paragraaf over het vijfde perron werden in 1976 drie van de vier buurt(kop)sporen aan de noordzijde van het in 1975 gesloopte voormalige stationsgebouw verlengd. Het vroegere eerste perron dat een zijperron was met het stationsgebouw werd daardoor, tussen 1976 en 1980, een groot eilandperron zonder stationsgebouw: want het stationsgebouw was in 1975 reeds gesloopt. Vanwege de gelijktijdige bouw van het perron uit 1976 aan de centrumzijde werd dit eerste perron, in ligging gezien vanuit het centrum, het tweede perron. Vanaf 1986 werd dit perron in ligging, het derde perron met de sporen 5 en 7. 
Ten noorden van dit eilandperron, dus excentrisch van de meeste andere perrons en sporen zou in 1976 ook nog een onverlengd buurtspoor blijven bestaan met een oud kopperron met het spoor 6 dat, tussen 1976 en het begin van de jaren '90, als reserveperron ging dienen. In verband met de uitbreiding van het aantal vrije kruisingen in de eerste helft van de jaren '90 is dat perron met kopspoor 6, dat dus in het verlengde lag van het perron met de sporen 5 en 7, verwijderd.

## Het stationsgebouw

### Oorspronkelijke stationsbebouwing

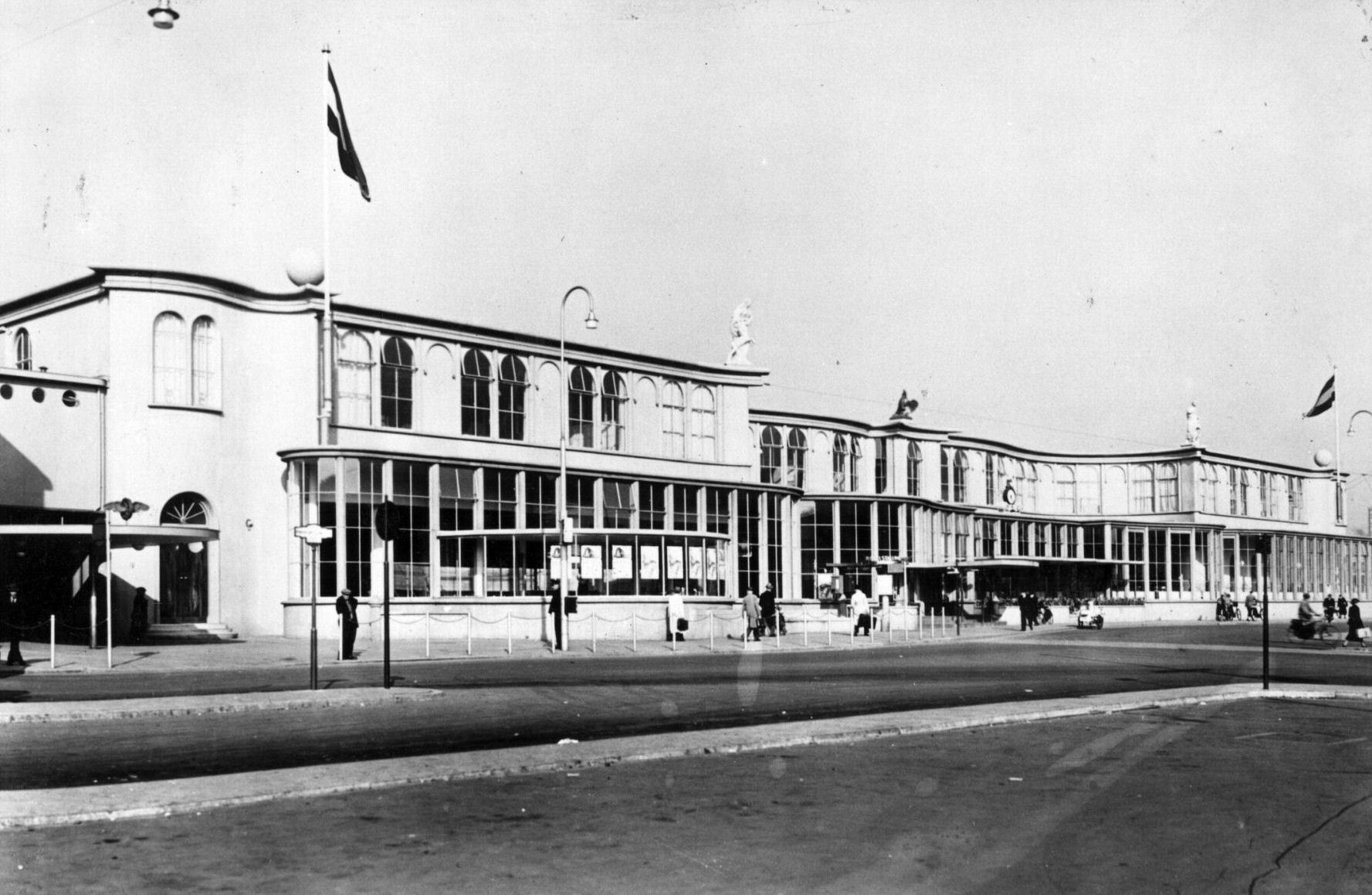
Gezicht op het N.S.-station Utrecht C.S. te Utrecht vanuit het oosten, januari 1940.

Het oorspronkelijke stationsgebouw uit 1843 was al snel te klein. Na de aanleg van de spoorlijn naar Rotterdam in 1855 werd het stationsgebouw in 1856 voor het eerst verbouwd. Tien jaar later, na de aanleg van de spoorlijn naar Zwolle, werd het station opnieuw ingrijpend verbouwd. Eind 19e eeuw, rond 1894, kreeg het toenmalige station een stationskap die alleen ter hoogte van de noordelijke perronhelften, dus ter hoogte van het stationsgebouw, alle toenmalige sporen overspande. De zuidelijke helften van de perrons kregen toen op de stationskap aansluitende perronkappen. De architect van alle overkapping was George van Heukelom. In 1936 werd het stationsgebouw nogmaals grondig verbouwd, vernieuwd en uitgebreid, toen naar een ontwerp van architect Sybold van Ravesteyn. Kort daarna, op 17 december 1938 brandde het gebouw grotendeels uit, waarna het in 1939 werd herbouwd waarbij in dit geval ook de bovenste deel van het station in dezelfde stijl meeverbouwd kon worden. Als aandenken aan dit feit heeft er jarenlang een feniks op de nok van het station gestaan. Het stationsgebouw stond tot de eerste helft van de jaren ´70 op de plek waar nu de noordelijke helft van het perron is met de sporen 5 en 7. De westelijke helft van dat perron met het anno 2025 huidige spoor 7 was toentertijd nog een lang zij-perron met een stationsgebouw aan het stationsplein, zoals in veel andere steden. De kopsporen 1 en 2 waren er toen nog niet, en de voorlopers van de sporen 3, 4, 5 en 6 waren toen nog allemaal kopsporen die eindigden ten noorden van dat toenmalige stationsgebouw. Via de Zuidertunnel uit 1904, en de Noordertunnel die in 1948 geopend werd, was het mogelijk om vanaf het eerste perron (anno 2025 dus het perron met het spoor 7) naar de toenmalige eilandperrons te gaan.
Utrecht Centraal kreeg in 1961, als eerste station, de eerste generatie Centraal bediende treinaanwijzer (CTA) op proef en   behoorde vanaf 1967 samen met Amersfoort, Amsterdam en Arnhem tot de (enige) groep stations die het grootste type van die eerste generatie (CTA's) op de perrons kreeg. 
Rond 1969 werden deze CTA's qua kleurstelling aangepast aan de nieuwe huisstijl. Station Utrecht behoorde ook tot de eerste groep stations waarbij vanaf 1967 de vertreklocatie van de trein werd aangeduid per spoor, en niet meer per perron (waar vaak meer sporen aan kunnen liggen).

### Bouw Hoog Catharijne

#### Traverse

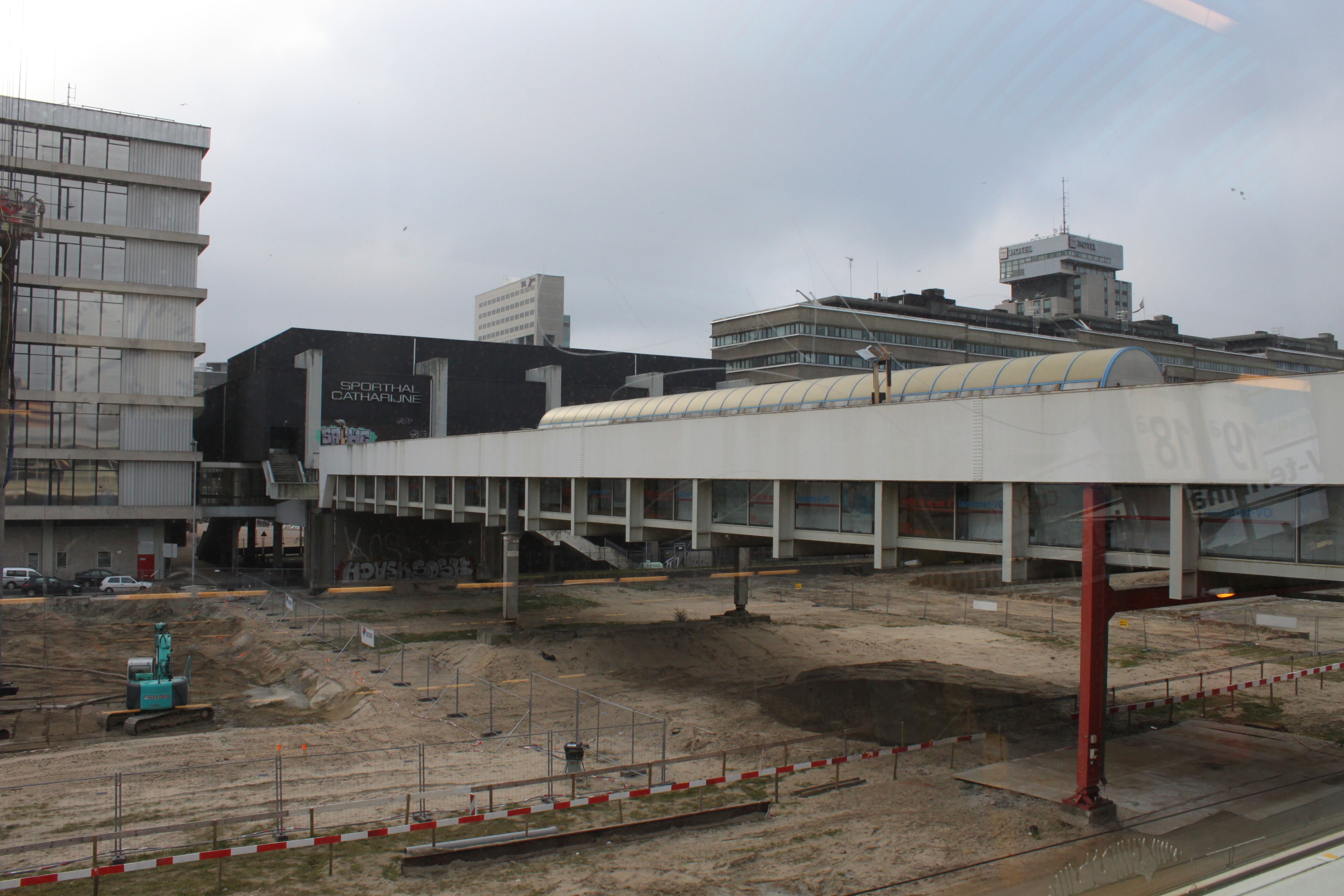
De Jaarbeurstraverse uit 1969 over het reeds verwijderde parkeerterrein aan de westzijde richting het Beatrixgebouw en de sporthal Catharijne in januari 2011, voor de sloop in 2013. Tot de jaren '90 was hier een goederenemplacement.

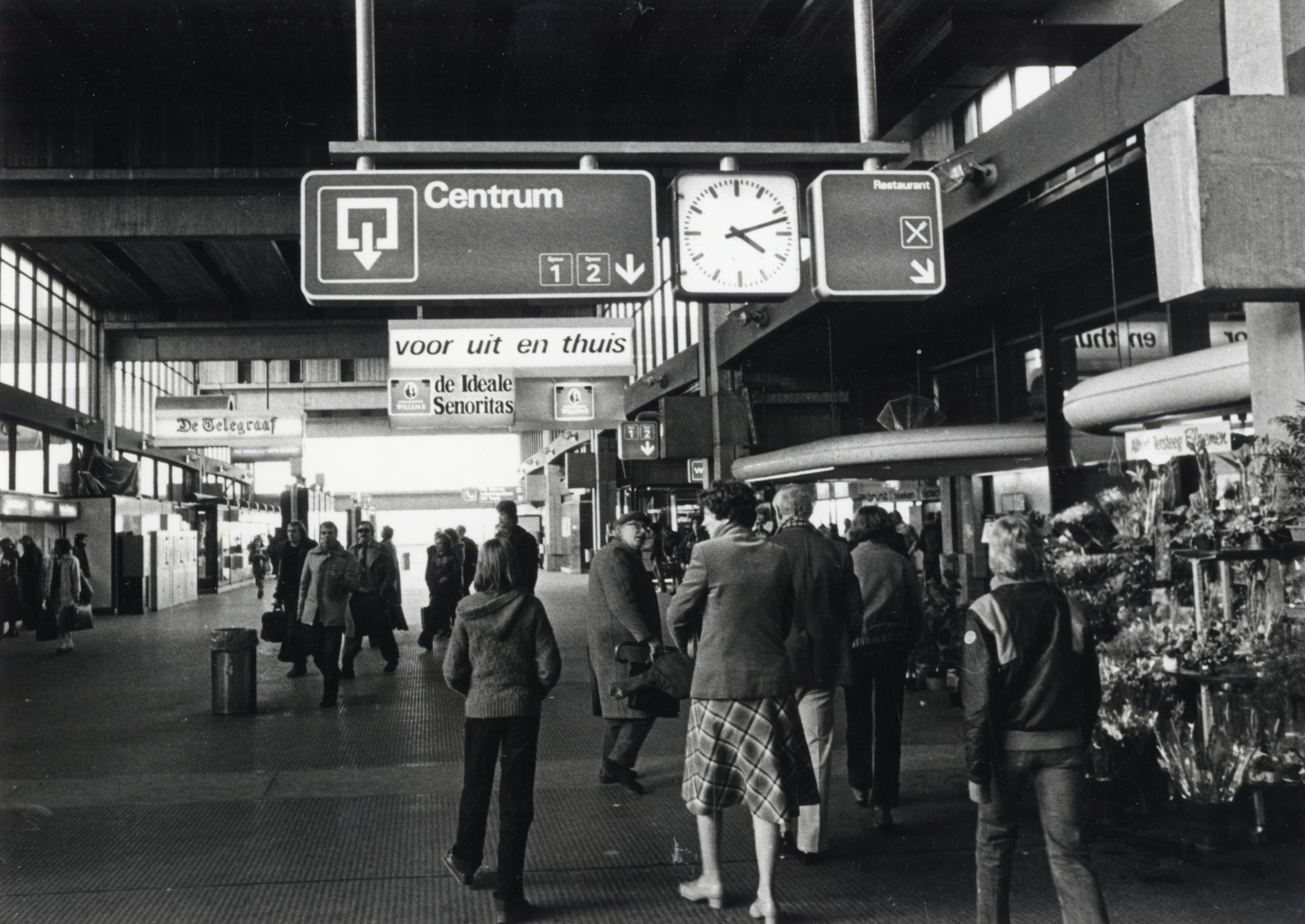
De stationshal uit 1973 voor de grote uitbreiding van 1989.

In het kader van het Plan Hoog Catharijne zijn vanaf eind jaren 1960 een traverse en een nieuwe stationshal op verhoogd niveau gebouwd. 28 november 1969 werd de traverse geopend, een nieuwe voetgangersverbinding boven de sporen tussen het station en de Jaarbeurs. Deze traverse kwam net ten zuiden van het stationsgebouw te liggen. Met deze traverse kreeg het station zijn eerste roltrappen met zowel opgaande roltrappen als neergaande roltrappen, maar alleen naar de zuidelijke b-zijde van de perrons. Aan de noordzijde van de traverse waren alleen trappen. De traverse over de perrons werd de stationstraverse genoemd. De aansluitende traverse over het toenmalige goederenemplacement naar het Jaarbeursplein aan de achterzijde van het station werd de Jaarbeurstraverse genoemd. In het hooggelegen entreegebied van deze travere aan het Jaarbeursplein, in de Catharijnehof, bevonden zich tot 1988 ook enkele NS-loketten.

#### Stationshal
Vervolgens werd op 17 december 1973 in het kader van de nieuwbouw van Hoog Catharijne een stationshal geopend aan het begin van de traverse, boven de anno 2025 huidige sporen 4 en 5. Het aangrenzende stuk hal met het minder hoge dak, dat de overgang vormde naar het winkelcentrum Hoog Catharijne, overspande het perron dat leidde richting het anno 2025 huidige kopspoor 3 en vanaf 1986 ook naar de toen nieuwe kopsporen 1 en 2. Zowel de traverse als de hal waren ontworpen door Koen van der Gaast, de hal was in samenwerking met Mart van Schijndel ontworpen. Deze hal kenmerkte zich door zware betonconstructies, en een hoog dak dat afgewerkt was met hout: een schrootjesplafond, een afwerking die gebruikelijk was in de jaren '70. De traverse en de stationshal hadden een zwarte rubberen vloer (ook gebruikelijk in die tijd) die qua uitstraling in sterk contrast stond met de luxe natuurstenen vloer van het aangrenzende winkelcentrum Hoog Catharijne.

#### Katreinetoren
Ten zuiden van de stationshal, dus ook boven de sporen 4 en 5, werd in 1974 de Katreinetoren geopend: een kantoorgebouw van de NS.

#### Herinrichting stationsplein

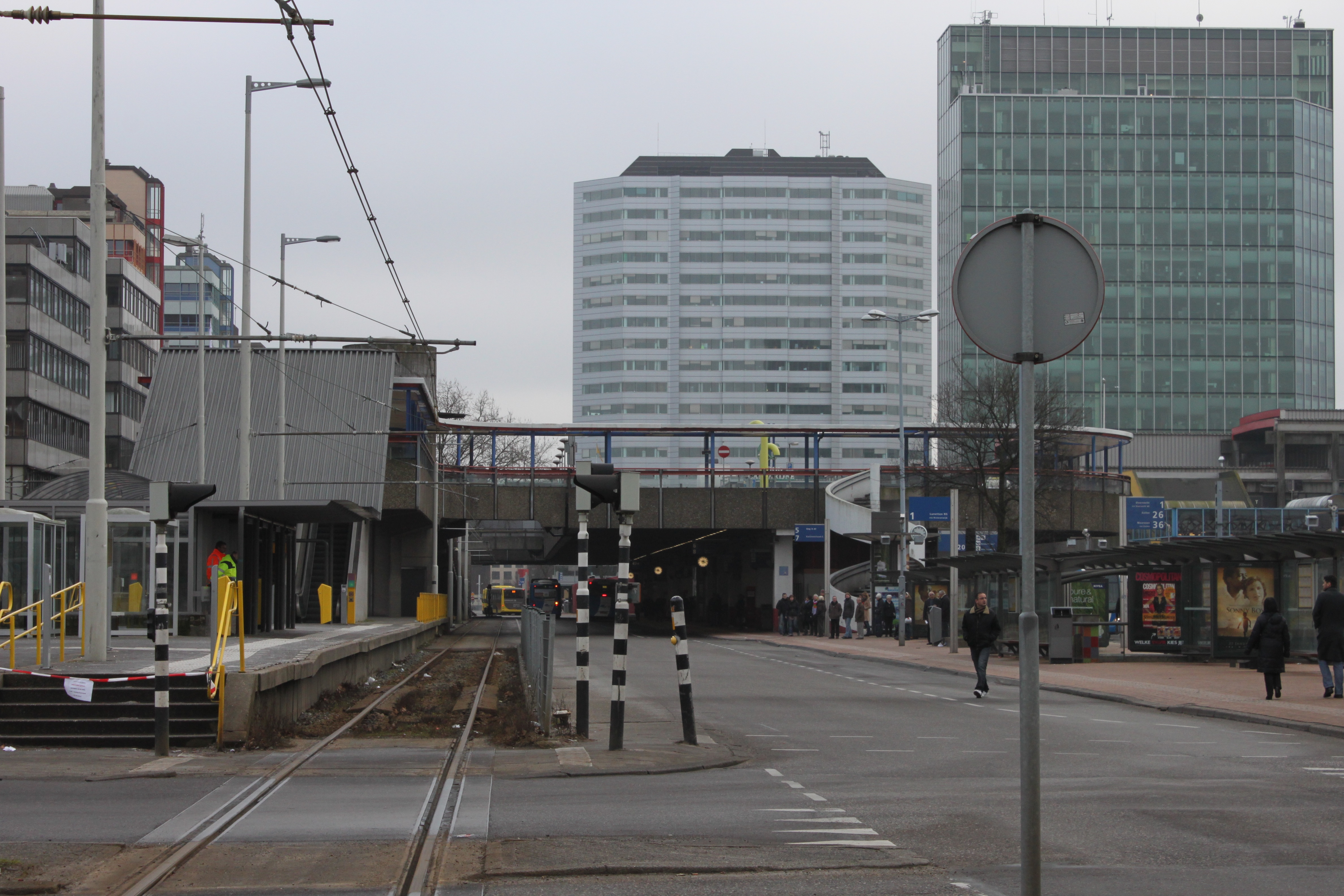
Zicht op het voormalige stationsplein in 2011 met de halte van de sneltram, het busstation en het verhoogde taxi platform. De kantoortoren rechts is de Katreinetoren die rond 1997 een glazen gevel heeft gekregen.

Daarna werd in 1975 het oude stationsgebouw afgebroken, de sloop van het oude stationsgebouw viel samen met de sloop van de complete Utrechtse stationswijk waar de oude gebouwen plaats hebben gemaakt voor de bouw van Hoog Catharijne. Op het voormalige stationsplein werd een overdekte stationsfietsenstalling en een taxiplateau gebouwd. Het taxiplateau dat tevens de breng- en afhaallocatie voor treinreizigers die met de auto gebracht of gehaald werden, sloot aan op het hogere winkelniveau van Hoog Catharijne, met onder het taxiplateau een stadsbusstation.

#### Laag Katreine
In 1977 en rond 1980 werd de Katreinetoren uit 1974 uitgebreid met twee aansluitende en lagere gebouwen die Laag Katreine zouden gaan heten: deze werden net zoals de Katreinetoren aan de zuidkant van het station, boven de daar meest oostelijke perronsporen, 4 en 5,  voor de NS gebouwd. Ze werden onder meer gebruikt als Rayonkantoor en als opleidingscentrum. Voor een van de onderliggende sporen, het rond 2016 weer afgebroken spoor 4b, was voor mei 1981 een trap gebouwd in de toenmalige stationshal. In die toen relatief nieuwe stationshal moesten daarom de ingang van het stationsrestaurant en de bloemenzaak verbouwd worden.

### Uitbreiding 1989 & 1995

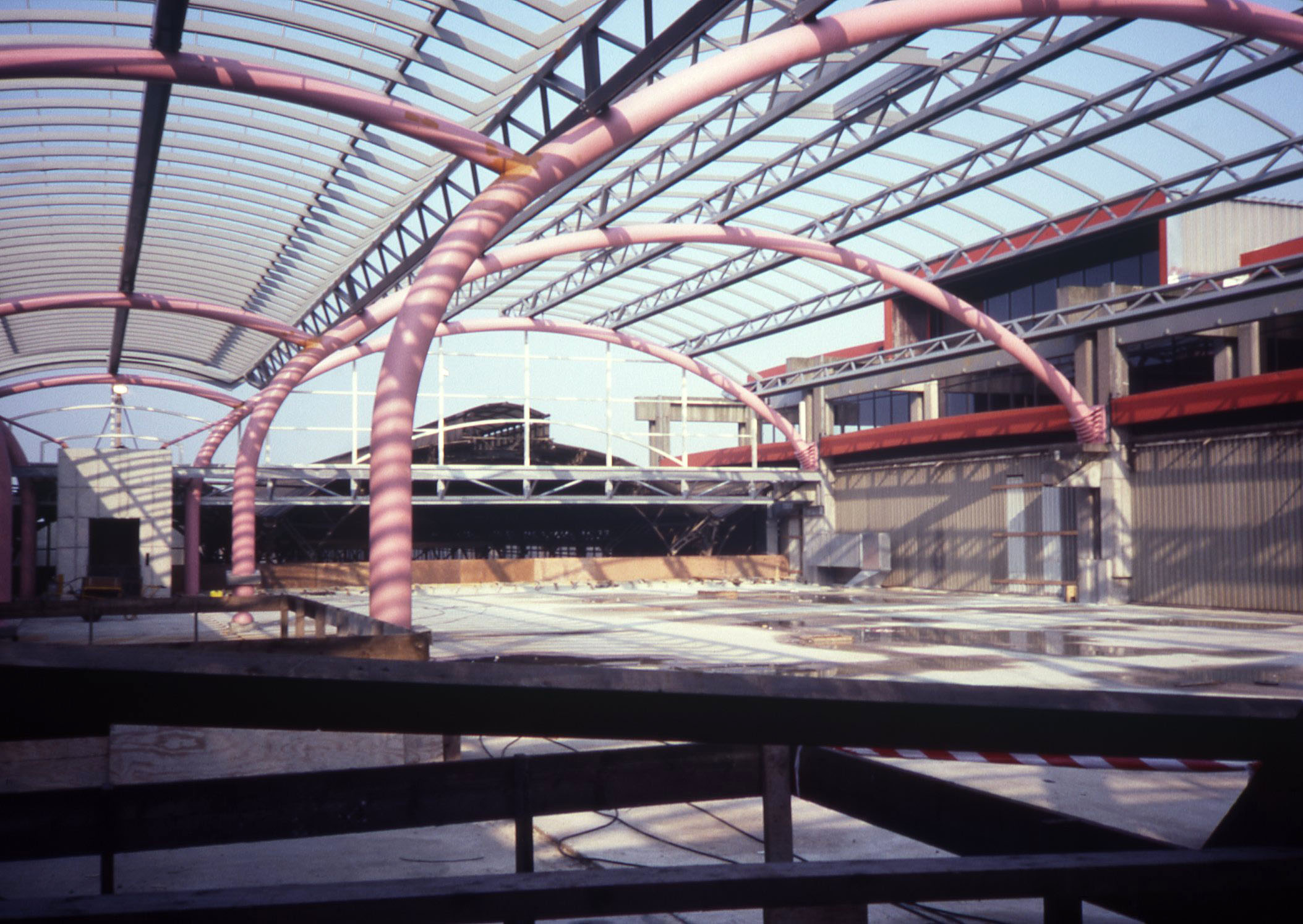
De uitbreiding van de hal gezien vanuit de toenmalige traverse, eind 1987

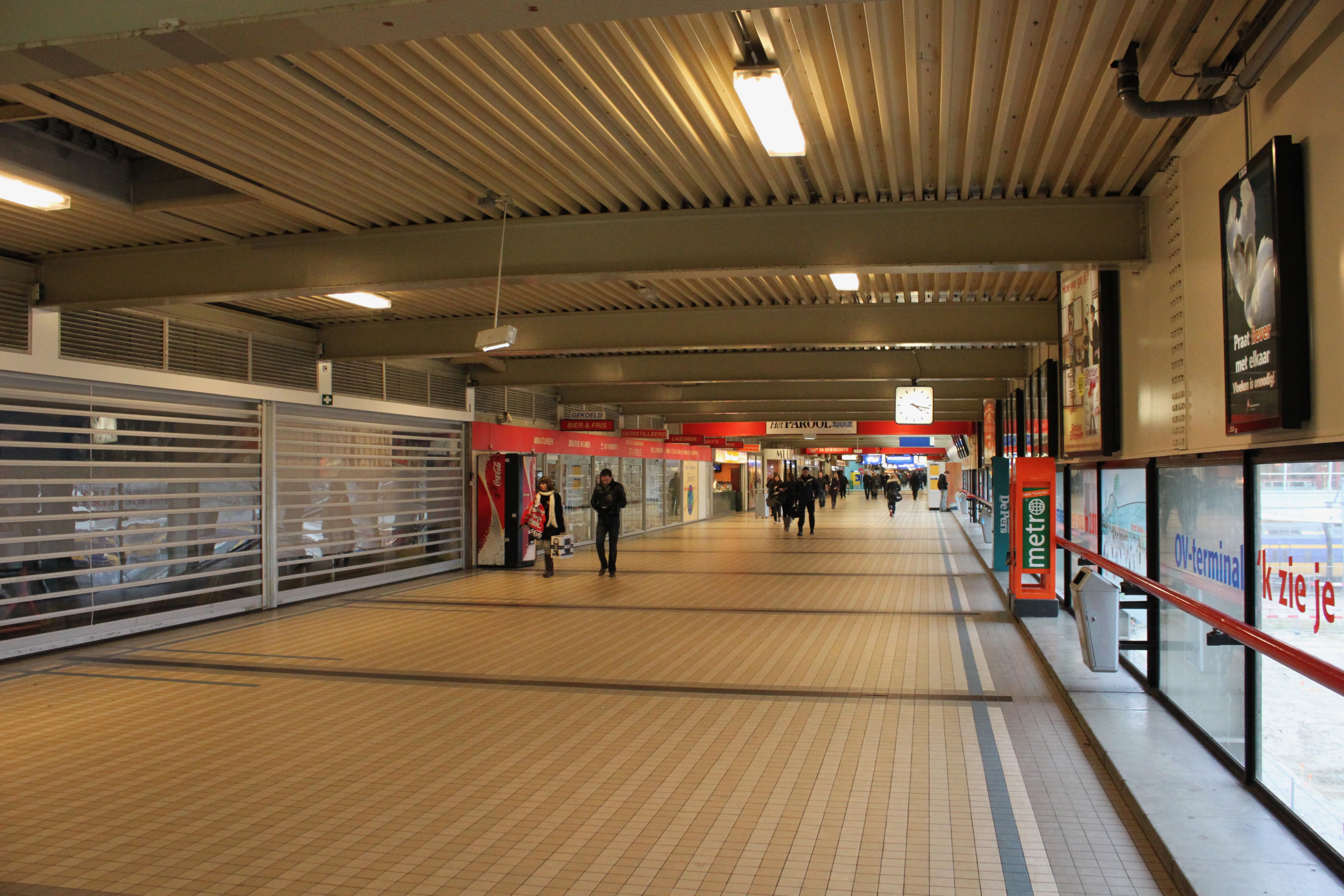
De voormalige Jaarbeurstraverse aan de westelijke zijde van het station in 2011, deze is vrijwel tegelijk met de uitbreiding van de stationshal rond 1989 gerenoveerd

Oorspronkelijk was in het Plan Hoog Catharijne een grote stationshal gepland die alle sporen overspande. Na 1973 bleef het echter, na het gereedkomen van de eerste fase, bij een kleinere stationshal: er was een economische crisis en de Nederlandse Spoorwegen werden steeds afhankelijker van de Staat. 
Na de grootschalige verbouwing van Amsterdam Centraal in de eerste helft van de jaren 1980 is de stationshal van Utrecht CS tussen 1986 en 1989 (alsnog) door architect M.W. Markenhof sterk uitgebreid en drie keer zo groot geworden: de stationshal werd zodanig vergroot, dat deze voortaan alle perrons overspande: de toenmalige nieuwbouw overspande de, anno 2025, huidige sporen 7 t/m 14. Alle perrons kregen een lift en ook de noordelijke a-helften van de perrons kregen roltrappen, zowel opgaande roltrappen als neergaande roltrappen. Kenmerkend voor die hal was de voor die tijd lichte dakconstructie met de rode bogen en de blauwe lichtinval boven de toegangen naar de perrons. De hal uit 1989 werd om, en over, een deel van de traverse uit 1969 heen gebouwd zodat de bovenbouw van de traverse daar kon worden afgebroken. De trappen en roltrappen van de traverse werden vernieuwd en werden samen met de onderbouw onderdeel van de nieuwe hal. De hal uit 1973 fungeerde na deze grote uitbreiding niet meer als de belangrijkste hal. 
Gelijktijdig werd de zwarte rubberen vloer in deze oudere hal uit 1973 en in de Jaarbeurstraverse (die traverse bleef wel bestaan) vervangen door een nieuwe tegelvloer waardoor deze qua kleurstelling veel beter aansloot op Hoog Catharijne. Ook de lichtval in de Jaarbeurstraverse werd vergroot. De tegelvloer in de beide hallen hadden een rail-patroon vrijwel in overeenstemming met het aantal sporen één verdieping lager op het perronniveau. In 1989 kwam in de nieuwe hal ook het blauwe bord. 
Vanwege de bouw van een nieuw perron werd in de periode 1993 tot 1995 de stationshal aan de westelijke jaarbeurszijde opnieuw, in dezelfde stijl met rode bogen, uitgebreid. Dit nieuwe stuk hal overspande de sporen 15 t/m 18. Deze uitbreiding was, in vergelijking met de uitbreiding van 1989, klein.
Doordat het station Utrecht Centraal door de jaren heen telkens was uitgebreid was er tot 2015 sprake van verschillende en uiteenlopende bouwstijlen op het station met zowel perronkappen uit de 19e eeuw als een stationshal uit 1989 met daarbij een ouder deel uit 1973. Tot 2011, voor de verbouwing tot OV-terminal, was Utrecht Centraal uitgegroeid tot een, qua oppervlak, zeer groot OV-knooppunt met lange looplijnen naar bijvoorbeeld de sneltram of naar de busstations. Deze tramhaltes en busstations waren niet geïntegreerd in het stationsgebouw maar maakten meer een onderdeel uit van het grotere Hoog Catharijne-complex.

## Verwevenheid met Hoog Catharijne

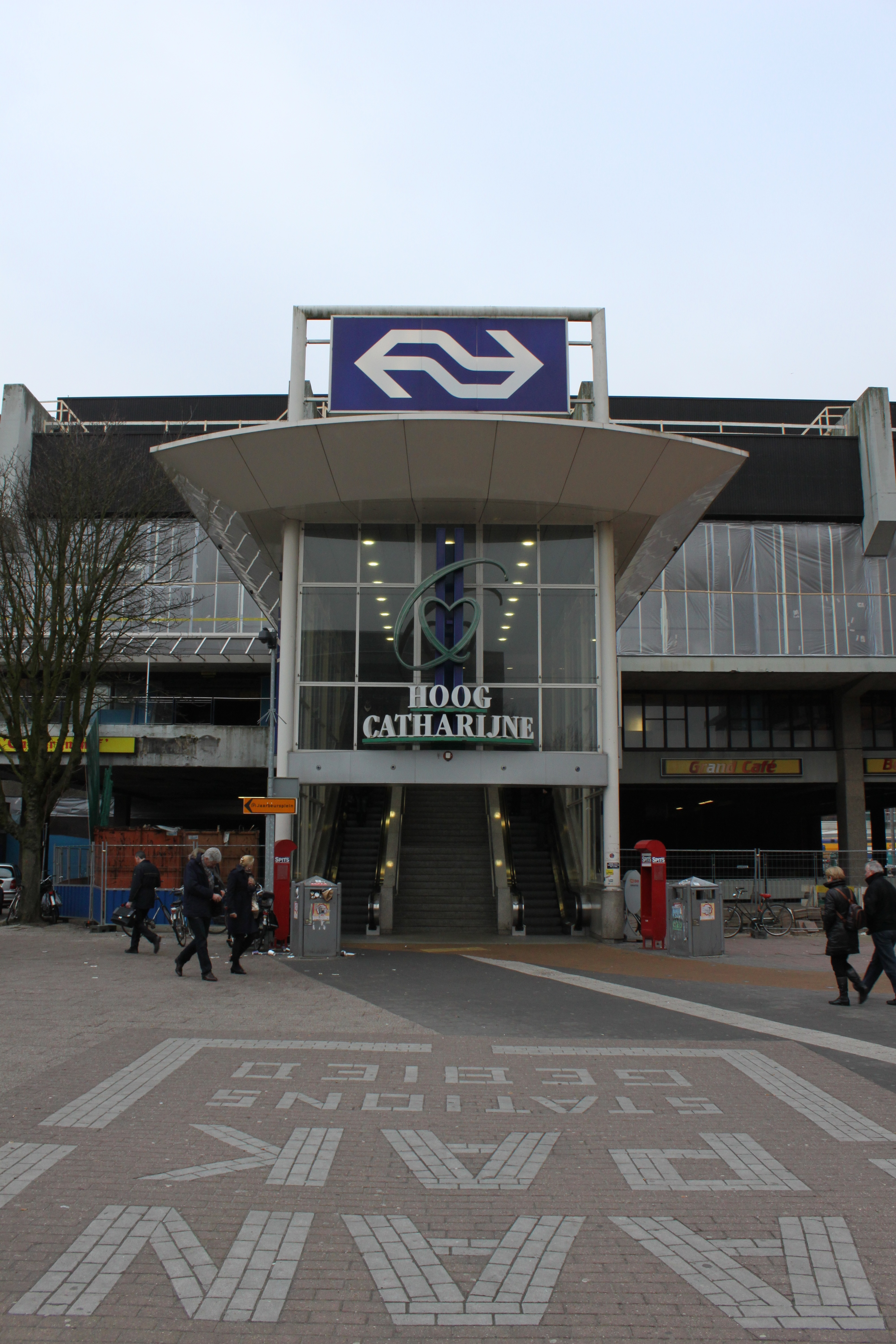
Voormalige entree aan de westelijke Jaarbeurszijde in 2011. Hier is duidelijk zowel het logo van Hoog Catharijne als dat van de NS te zien.

Het kenmerkende van het station Utrecht was vanaf 1973 dat het opgenomen was in het winkel- en kantorencomplex Hoog Catharijne, bij oplevering het grootste overdekte winkelcentrum van Europa. In dat complex lag het voetgangersniveau één verdieping hoger dan het straatniveau zodat volgens de filosofie van die tijd voetgangersstromen gescheiden werden van het gemotoriseerde verkeer. Mensen konden vanuit het station overdekt en via een korte hellingbaan bijna ongemerkt het winkelcentrum inlopen. 
De directe onderlinge nabijheid zorgde voor een positieve wisselwerking: het belangrijke station als onderdeel van het winkel- en kantorencomplex zorgde voor een zeer goede bereikbaarheid voor winkelend publiek en voor de kantoorgebruikers. En omgekeerd zorgde de aanwezigheid van kantoren en winkels in het gemeenschappelijke complex voor meer reizigers voor de NS. 
Een van de nadelen van deze integratie was het gebrek aan herkenbaarheid aan zowel de binnen- als de buitenkant: om de bussen bijvoorbeeld te bereiken moest de reizigers een (kort) stuk door Hoog Catharijne lopen. Ook van buitenaf was het station niet specifiek zichtbaar als station behalve door de NS bewegwijzering en de grote stationsklok. Aan de hand van onder andere deze kritiek is de nieuwe OV-terminal op deze plek als een apart gebouw ontworpen dat niet meer rechtstreeks in verbinding staat met Hoog Catharijne. Passanten kunnen via het nieuwe stationsplein, dankzij het dak, beschut naar Hoog Catharijne lopen v.v..

## Viering van 150 jaar spoorwegen in 1989

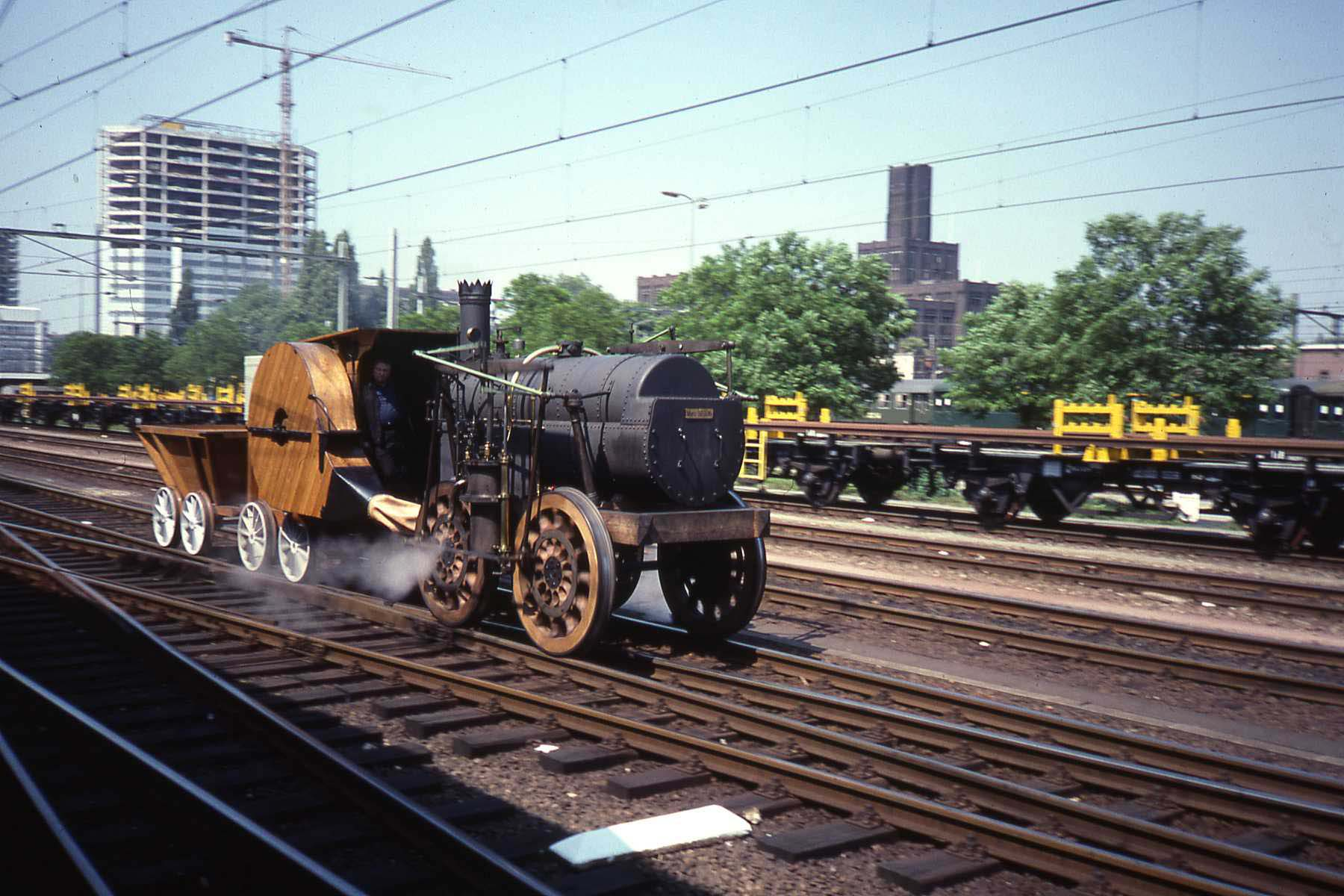
De replica "Marc Seguin" tijdens de viering van 150 jaar spoorwegen in Utrecht.

In 1989 werd ter gelegenheid van 150 jaar spoorwegen in Nederland een grote manifestatie gehouden, 'Treinen door de Tijd'. Er was een expositie met spoorwegmaterieel op de nu verdwenen rangeersporen aan de zuidkant van het station. Daarnaast werden er regelmatig locomotief defilés gehouden met veel rijdende stoomlocomotieven. Hiervoor was een tijdelijk stoomdepot ingericht met een steenkoolvoorraad, watervoorziening en andere onderhoudsvoorzieningen.

## Vernieuwingen

### Vrije kruisingen

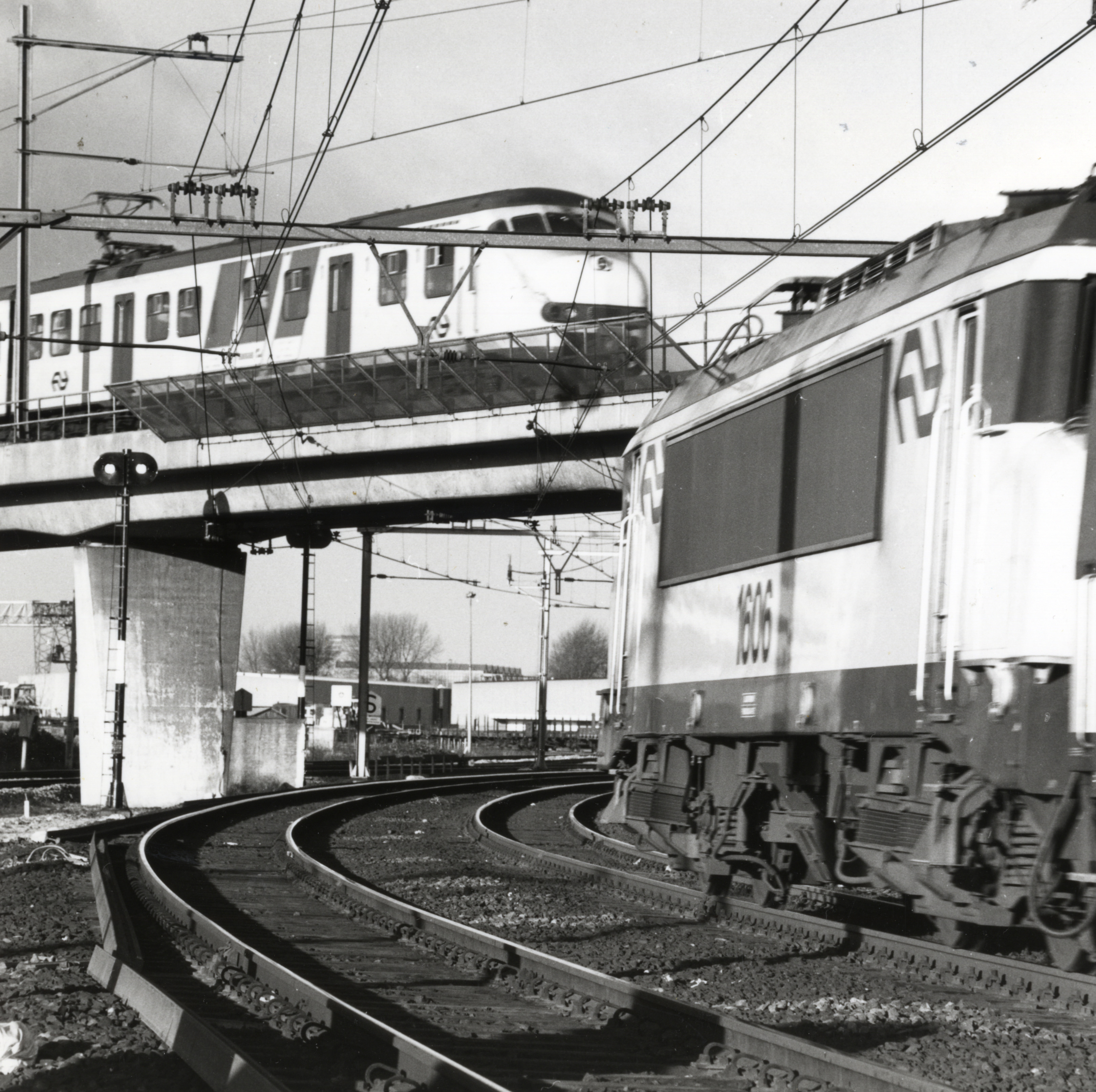
De eerste fly-over uit 1972 in 1982.

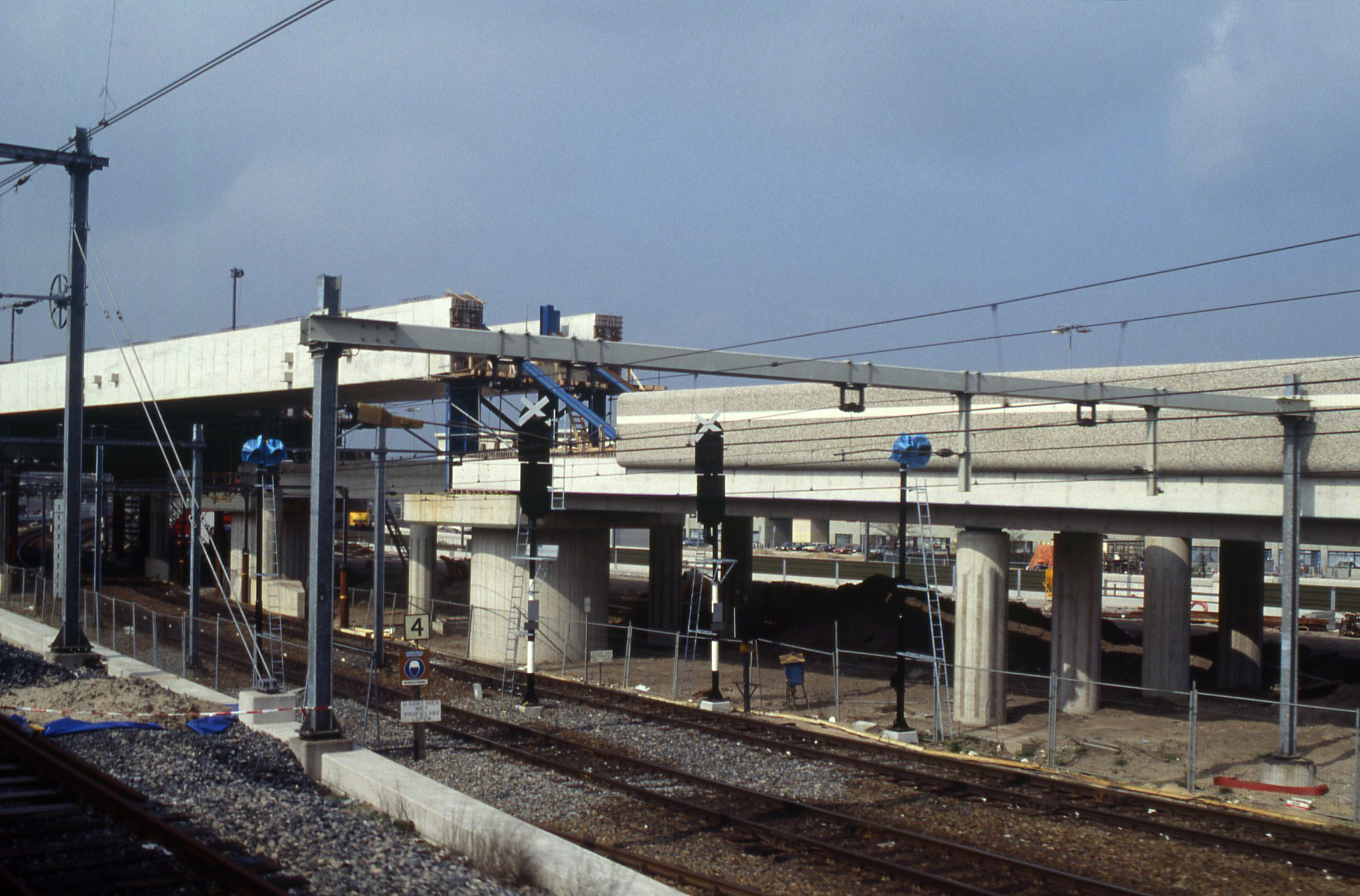
Uitbreiding rond 1993 van de eerste fly-over aan de noordzijde tot een stelsel van fly-overs.

Door het toenemend aantal treinbewegingen sinds Spoorslag '70 moest de capaciteit aan de noordwestkant uitgebreid worden. Aan deze kant van het station zijn er meer treinbewegingen omdat veel treinen hier kopmaken. Om de treinen in de drie hoofdrichtingen: Gouda, Amsterdam en Amersfoort (uiteindelijk) onafhankelijk en kruisingsvrij van elkaar af te wikkelen, is in 1972 eerst een enkelsporige fly-over in gebruik genomen over de sporen naar Amsterdam waardoor treinen naar Gouda en Amsterdam in elke situatie gelijktijdig konden vertrekken.  Met deze fly-over kon de dienstregeling beter worden uitgevoerd. In het kader van het opheffen van de 10 grote spoorwegknelpunten in Nederland is tussen 1989 en 1996 het baanvak Utrecht Centraal – Utrecht Overvecht – Blauwkapel viersporig gemaakt en werd het aantal vrije kruisingen aan de noordzijde van Utrecht Centraal sterk uitgebreid. Het werd uitgevoerd als een Rail 21-project waarbij ook het eerste perron uit 1986 werd verlengd en in 1995 een nieuw, zevende, perron is aangelegd. Voor dit alles moest de sporenbundel tussen het station en de vrije kruisingen, inclusief de Leidseveertunnel en de Daalsetunnel, aan beide zijden worden verbreed. 
De oorspronkelijke enkelsporige fly-over werd uitgebreid tot een dubbelsporige, want voor die tijd maakten zowel treinen naar Gouda, als komend uit Gouda gebruik van dezelfde enkelsporige fly-over. Deze fly-over werd ook enkelsporig verlengd over de nieuwe intercity-sporen naar en van Amersfoort. Grotendeels parallel aan dit verlengde stuk werd een tweede enkelsporige fly-over gebouwd voor de treinen naar Amsterdam over de intercitysporen naar en van Amersfoort. Tegelijk werden er extra sporen aangelegd, onder de fly-overs door, waardoor het, bijvoorbeeld, mogelijk was voor de stoptrein om naar Woerden te vertrekken zonder de intercity's uit Woerden en Gouda te hinderen. Door dit stelsel van vrije kruisingen kunnen de treinen uit Woerden over alle andere sporen heen rijden. Hierdoor zijn de meeste perronsporen vanuit de drie richtingen grotendeels kruisingsvrij bereikbaar geworden. (zie spoordiagram van Utrecht – Amersfoort).
Aan de zuidzijde zijn in het kader van Randstadspoor in 2016 nieuwe vrije kruisingen (dive-unders) in gebruik genomen. Deze bevinden zich echter niet bij Utrecht Centraal maar vlak ten noorden van het station Utrecht Lunetten als onderdeel van de splitsing waar de sporen naar Den Bosch en Arnhem, vanuit Utrecht Centraal gezien, uit elkaar gaan. Door deze nieuwe 'dive-unders' hinderen de treinen naar Arnhem en de Intercity's uit Den Bosch elkaar niet meer, tevens zitten de sprinters tussen Utrecht Centraal en Geldermalsen (het Randstadspoor) de Intercity's van Utrecht Centraal naar Den Bosch niet meer in de weg. Daardoor kunnen ook ten zuiden van Utrecht Centraal alle treinen onafhankelijk van elkaar rijden.

### Sloop van de oude stationsgedeelten
Het besluit Utrecht om te bouwen tot OV-terminal betekende dat de hal die bekend stond om het blauwe bord zou gaan verdwijnen, evenals de oudere gedeelten uit de tijd van de opening van Hoog Catharijne zoals de Jaarbeurstraverse, de hal uit 1973, de busstations en het taxiplateau.

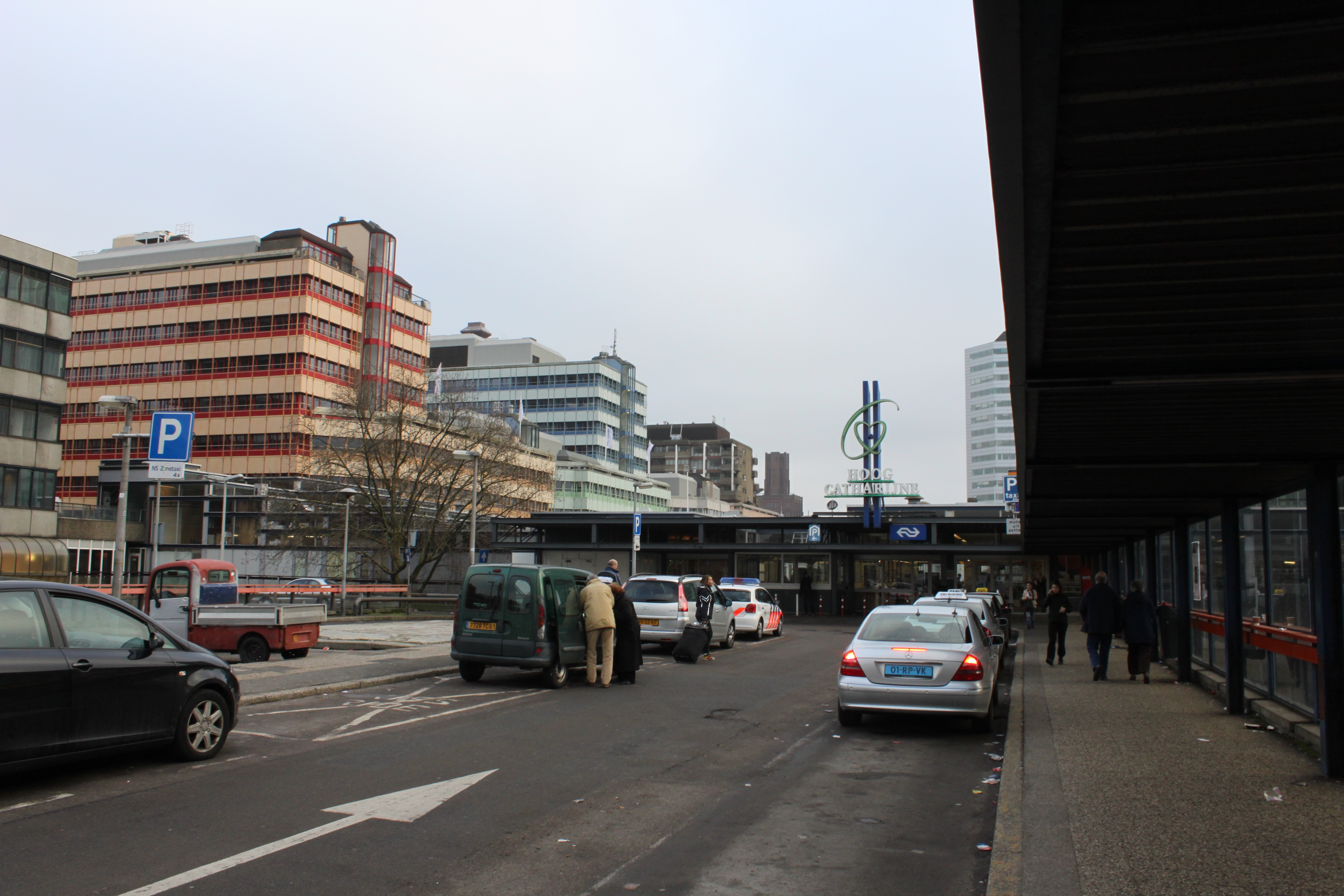
Voormalige entree op het taxiplatform, net voor de sluiting in 2011.

In 2011 ging het taxiplatform dicht. In 2013 gingen het stadsbusstation, de Jaarbeurstraverse (de winkels op deze traverse waren toen nog een onderdeel van Hoog Catharijne) en de hal uit 1973 dicht voor de verbouwing. De hal met de rode bogen die vroeger bekend stond om het blauwe bord is in 2015 buiten gebruik gesteld voor de verbouwing. Het voormalige streekbusstation, dat ook busstation centrumzijde werd genoemd werd in de zomer van 2016 buiten gebruik gesteld.
De klassieke stations- en perronoverkapping uit 1894 van George van Heukelom die qua staat van onderhoud sterk achteruit was gegaan, is niet meer gehandhaafd bij de bouw van de OV-terminal en de laatste resten overkapping zijn in 2011 verwijderd. 
```
Reeds rond 1968 was per perron een kort stuk 
perronkap
 verwijderd voor de toenmalige stationstraverse. Rond 1987 was een deel van de 
stationsoverkapping
 gesloopt voor de grotere hal uit 1989 met het blauwe bord. Rond 1998 was de stationsoverkapping grotendeels gesloopt vanwege de slechte technische staat: het gedeelte van de overkapping dat de sporen overspande werd toen verwijderd. De restanten van de stationsoverkapping over de drie afzonderlijke perrons, en de klassieke perronkappen op de zuidelijke perronhelften, waren zoals aangeven in 2011 allemaal verwijderd. 
```

Een klein deel van de oude perronkappen is behouden gebleven en als een vierkant geplaatst op het Berlijnplein in Utrecht, niet ver van het grote winkelcentrum van de Utrechtse Vinex-buurt Leidsche Rijn Centrum, ten zuiden van het station Utrecht Leidsche Rijn. De voormalige perronkappen zijn te zien vanuit de trein, vooral in de herfst en winter, maar liggen op enige afstand.

## Voorzieningen

### Kunst op het station
In de stationshal stond een tweetal beelden. In 1939 werd ter gelegenheid van 100 jaar spoorwegen door de Personeelsraad het gedenkteken Het Verkeer aangeboden, ontworpen door Charles Eyck. Het kreeg in 2011 een plek in het Spoorwegmuseum. Het standbeeld midden bij het meetingpoint is een werk uit 2005 van Wim Steins, getiteld "l'Incontra". Dit beeld is gemaakt in opdracht van MS Research. De persoon boven op het werk zou wijzen naar een beeldscherm, waarop een nummer stond waarheen een sms verstuurd kon worden. Een deel van het sms-bedrag kwam dan ten goede aan de stichting en het bericht zou verschijnen in het beeldscherm. In 2010 is dit beeld (tijdelijk) verwijderd. 
In de hal hangt ook een Plaquette voor het Gevallen Spoorwegpersoneel, ter nagedachtenis aan het spoorwegpersoneel dat omkwam tijdens de Tweede Wereldoorlog. De plaquette hangt nabij de zuidelijke toegang naar perron 2.
In de midden- en noordtunnel zijn schilderingen aangebracht door Leön Keer (die in de noordtunnel zijn bij de herinrichting in 2009 verwijderd). Tevens is de noordtunnel verfraaid met een mozaïek van Jan Boon uit 1948, dit stamt nog uit de tijd van het stationsgebouw van Van Ravesteyn. De gekleurde vlakken bij de fietsingang aan de bushaltezijde is een ontwerp van Ton van Os en dateert van de uitbreiding in 1986.

### Informatieschermen

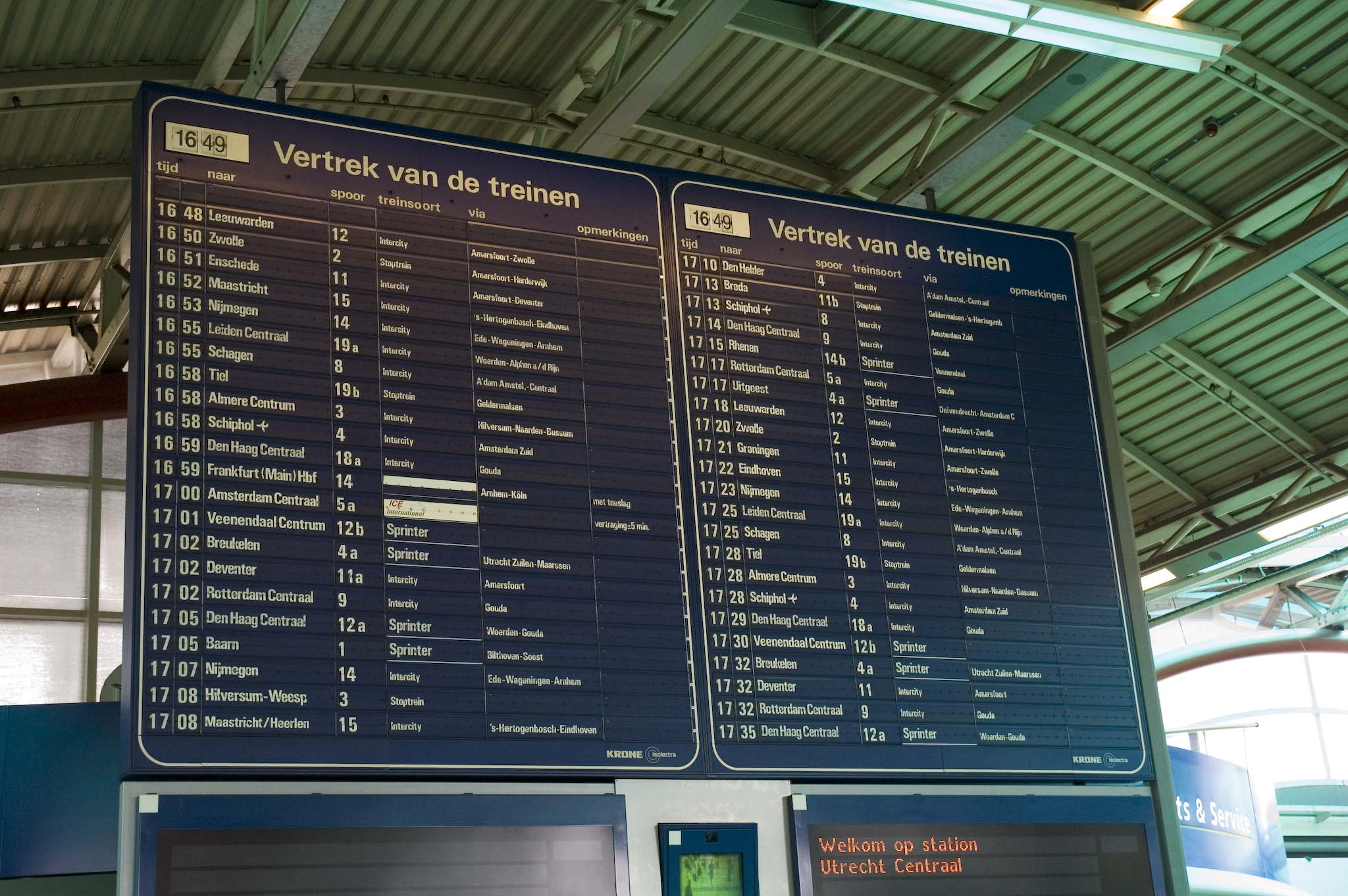
Het grote blauwe bord met ratelende lamellen met vertrektijden, dat van 1989 tot 28 oktober 2011 in de stationshal hing. Het werd vervangen door een digitale versie die in 2013 is verwijderd.

Tussen 1989 en 2011 hing in de centrale hal een groot bord met paletten (de lamellen maakten een ratelend geluid) met dynamische informatie over alle vertrekkende treinen. Vanwege de grote zichtbaarheid van dit bord was dit voor veel mensen een zeer praktische plek om af te spreken, want tot in de jaren '90 hadden reizigers nog niet de beschikking over een mobiele telefoon en was het van belang om op een herkenbare plek af te spreken. In persberichten werden ernstige verstoringen van de treinenloop ook in beeld gebracht middels foto's waarop treinreizigers massaal naar het blauwe bord keken. De eerste versie bleek in 2011 te verouderd om te onderhouden en is dat jaar op 28 oktober gedemonteerd. Landelijke dagbladen zoals het NRC en de Volkskrant hebben hier nieuwsartikelen aan gewijd. Twee dagen later werd een nieuw lcd-scherm, bestaande uit kleinere deelschermen, in gebruik genomen. Op 14 augustus 2013 werd het grote lcd-scherm weer verwijderd vanwege de verbouwing van de stationshal. Het was aanvankelijk niet zeker of het grote scherm terug zal keren. Uiteindelijk is dit in 2022 wel gebeurd. Dit eerste lcd-scherm van groot formaat in een Nederlands station wordt gevolgd door soortgelijke exemplaren in andere grote stations, ter aanvulling van de al bestaande kleinere lcd-schermen. Het oude scherm is nu in Het Spoorwegmuseum te zien en is ook beschikbaar als app voor de iPad.

## Busstation en sneltram

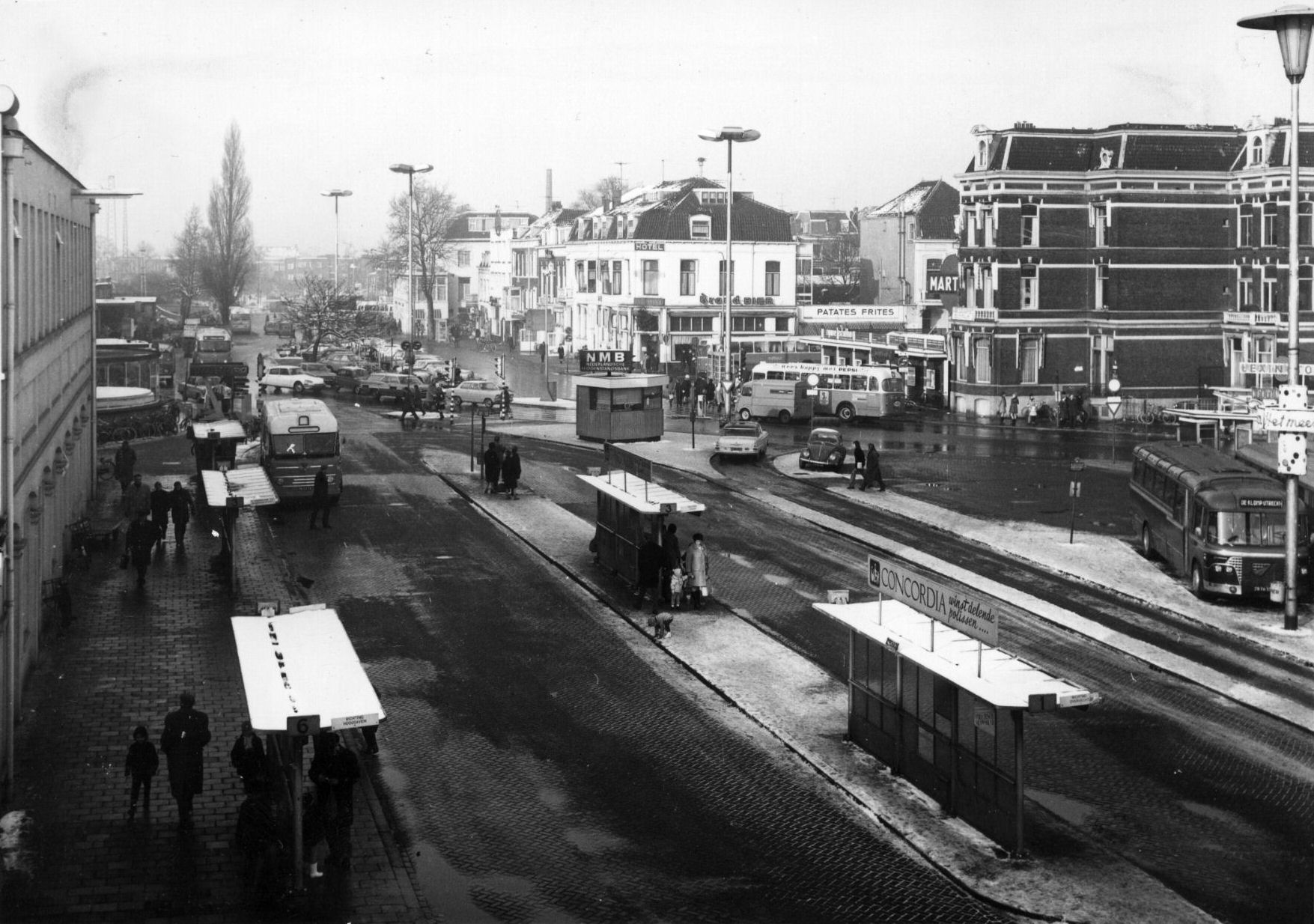
Voormalig busstation in 1970, dat busstation was nog uit de tijd van voor Hoog Catharijne

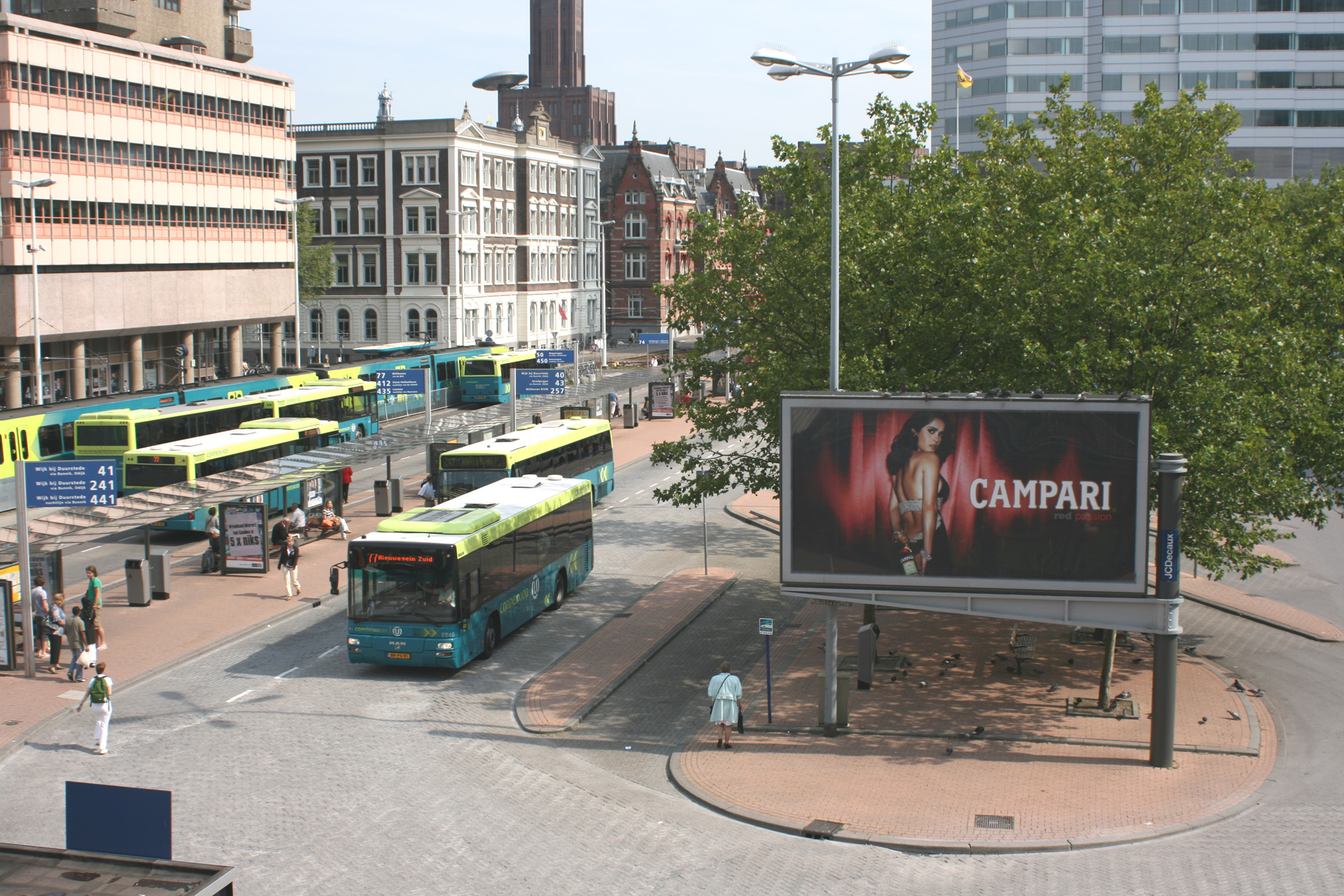
Voormalig busstation (1971-2016) voor streekbussen in 2007. De perrons werden met de facelift in 2004 rood uitgevoerd.

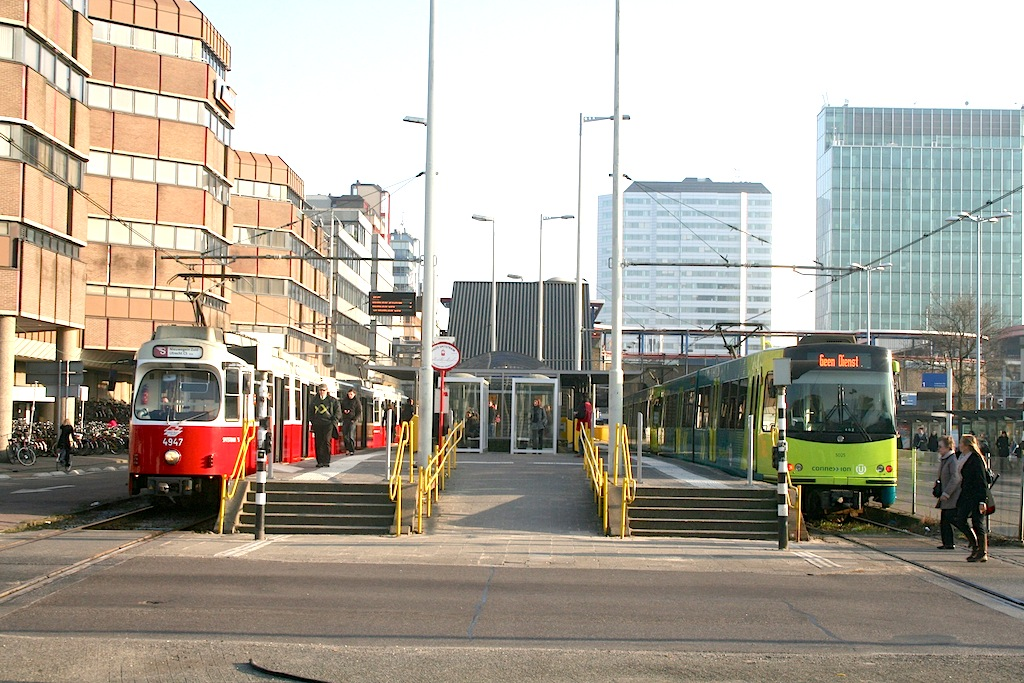
Gesloopte sneltramhalte Centraal Station in 2011

Tot de periode 1970-1971 vertrokken de bussen vanaf het toenmalige stationsplein, maar door de toenemende drukte ook vanaf de omliggende straten in de aangrenzende stationswijk. Om deze onhandige situatie op te lossen kreeg Utrecht CS in het kader van het Plan Hoog Catharijne in de jaren 1970 drie busstations. Aan de westelijke achterzijde van het station werd het busstation Jaarbeursplein op 7 januari 1970 geopend. 
Aan de oostelijke centrumzijde werd rond 2 maart 1971 het streekbusstation geopend naast de zuidelijke helft van het  treinstation. Naast de noordelijke helft van het treinstation werd op 9 april 1975, eveneens aan de oostelijke centrumzijde, het stadsbusstation geopend. Het stadsbusstation bevond zich onder een taxiplatform. Het stadsbusstation en het streekbussfation waren door middel van een oversteekplaats met elkaar verbonden. Het busstation Jaarbeursplein is tussen 1970 en 1984 gebruikt voor lijndiensten. Maar vanaf 1984 waren de bussen aan één zijde geconcentreerd (centrum-zijde) zodat looplijnen en zoektijd voor reizigers beperkt bleven. Wel vertrokken vanaf het busstation Jaarbeursplein tot 1986 nog de KLM-bus. En jaren later was het ook een vertrekpunt voor de bussen van Eurolines. Ook was het busstation Jaarbeurszijde een opstap- en uitstapplek voor diverse touringcars.
In 1983 kwamen er door de ingebruikname van de sneltramlijn Utrecht-Nieuwegein twee haltes bij in het centrumgebied. De sneltramhalte Centraal Station bij het stadsbusstation en de eindhalte Moreelsepark bij het streekbusstation.
In 2004 kregen het stadsbusstation en het streekbusstation een laatste opknapbeurt. De uitvoering van CU2030 had vertraging opgelopen en voor de resterende jaren voorafgaand aan de verbouwing en voor de periode tijdens de verbouwing zelf wilde de gemeente, ook met het oog op de sociale veiligheid, representatieve busstations zodat dit gebied in deze jaren geen verwaarloosde indruk zou wekken. Beide busstations kregen een crème-rode betegeling en de abri's werden vervangen door de bruingrijze exemplaren die ook bij HOV(Hoogwaardig Openbaar Vervoer)-haltes in Utrecht werden gebruikt. De abri's konden na de verbouwing eventueel elders worden hergebruikt. Ook was er aan de beide uiteinden (noordzijde stadsbusstation en zuidzijde streekbusstation) een grote zuil geplaatst als aanduiding voor het station.

### CU2030: verbouwing

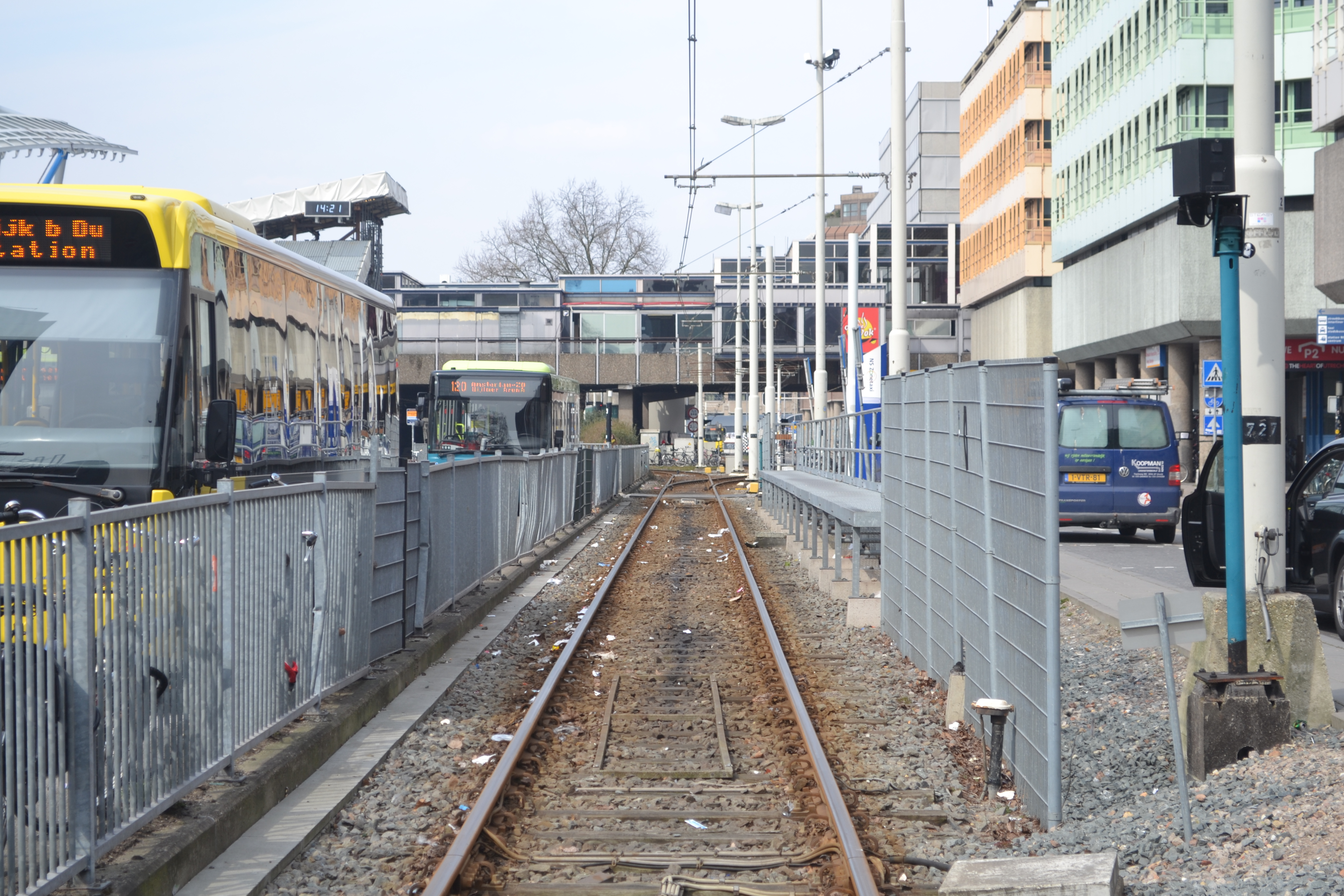
Het keerspoor van de Utrechtse sneltram naar Nieuwegein, dat tot midden 2013 in dienst was en dat medio jaren 2010 opgebroken is

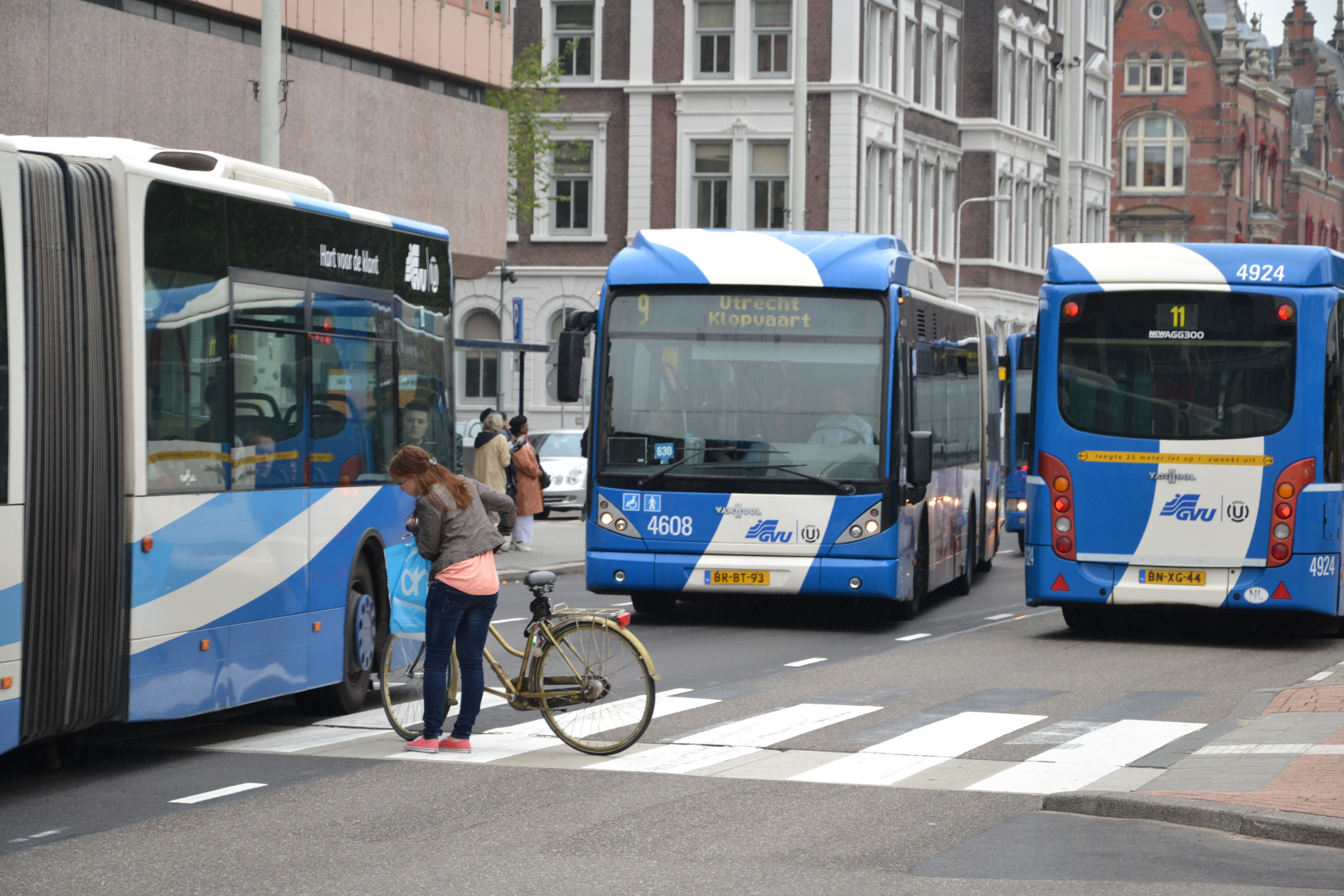
Drukte op het voormalige Busstation Oost

In 2008 was het voormalige busstation Jaarbeursplein dat nog in gebruik was voor touringcars weer in gebruik genomen voor lijndiensten ter voorbereiding op CU2030. Op 23 augustus 2010 werd het stadsbusstation omgedoopt tot Busstation Noord en het streekbusstation tot Busstation Zuid, omdat een aantal stadsbussen voortaan stopten op het streekbusstation.
Vanwege de voortgaande verbouwing van het Centraal Station werd deze situatie weer gewijzigd. Het busstation Jaarbeursplein sloot op 3 maart 2013, en werd vervangen door een tijdelijk Busstation West. Busstation West lag schuin achter het Beatrixgebouw tegen de sporen 20-21. Het Busstation Noord werd op 2 september 2013 gesloten, de stadsbussen verhuisden toen naar Busstation Oost (voormalig Busstation Zuid, voorheen streekbusstation), dat daarvoor was uitgebreid. Vanaf 8 december 2013 wijzigden de namen van de busstations opnieuw, Busstation Oost kreeg de naam Utrecht CS  Centrumzijde, Busstation West kreeg de naam Utrecht CS Jaarbeurszijde.
De toename van het aantal bussen had Busstation Oost (Utrecht CS Centrumzijde) erg druk gemaakt en sommige reizigers noemden de toen nieuwe situatie een "complete chaos". De gemeente gaf toen aan dat werken in zo'n druk stukje stad te vergelijken is met een schuifpuzzel. Daar waar gewerkt werd moest worden geschoven met de voorzieningen. Waar te veel drukte werd  verwacht, werden de looproutes gescheiden.
Op 14 december 2015 werd het nieuwe busstation Jaarbeurszijde geopend dat zich deels onder de nieuw gebouwde OV-terminal bevindt. Enkele lijnen van Centrumzijde verhuisden naar dit busstation en de lijnen van Connexion en U-OV die op busstation West halteerden. Tegelijkertijd werd er een tijdelijk busstation Jaarbeursplein naast de tramhalte in gebruik genomen, de bussen van Arriva zouden vertrekken van dit tijdelijke busstation totdat de Uithoflijn gereed kwam in december 2019 (waardoor er ruimte vrijkwam op het busstation Jaarbeurszijde). In april 2016 verhuisde ook buslijn 90 van Arriva, met bestemming Rotterdam Zuidplein, van busstation Jaarbeursplein naar busstation Jaarbeurszijde.
Op 2 juli 2016 werd busstation Centrumzijde gesloten, daardoor ontstond ruimte om daar, onder de nieuwe OV-terminal (en onder het toen nog te bouwen "Platform"), een bus en tramstation voor de Uithoflijn te bouwen. Ondertussen kwam het busstation Jaarbeurszijde in 2016 helemaal gereed waardoor een groot deel van de bussen naar hun definitieve plaats is verhuisd. Alle lijnen verhuisden naar de Jaarbeurskant maar toen nog niet allemaal naar Jaarbeurszijde. Enkele lijnen verhuisden naar het tijdelijke busstation Jaarbeursplein voor een periode van 1,5 jaar (de lijnen die later weer terugkwamen naar de Centrumzijde op het nieuwe gecombineerde bus- en tramstation voor de Uithoflijn), de rest van de lijnen verhuisden naar hun definitieve plaats namelijk het busstation Jaarbeurszijde. Ook de lijnen 81/181 richting Gorinchem en de lijn 85 naar Leerdam van Arriva verhuisden naar Jaarbeurszijde. De andere Qliners (387 naar Gorinchem en de lijn 388 naar Dordrecht) + Brabantliners (400 en 401) van Arriva vertrokken toen nog tijdelijk vanaf busstation Jaarbeursplein

### CU2030: sneltram
De Utrechtse sneltram naar Nieuwegein had sinds het begin van de verbouwing al twee keer een nieuw beginpunt gekregen rond het Centraal Station: halte Moreelsepark, het oorspronkelijke eindpunt, werd eind 2009 gesloten voor het reizigersverkeer, maar bleef toen nog tijdelijk behouden als keerpunt voor de trams. Halte Centraal Station was van eind 2009 tot 18 april 2013 het eindpunt, maar ook deze halte moest wijken voor de verbouwing. Vanaf 23 april 2013 is de nieuwe sneltramhalte Jaarbeursplein naast het voormalige busstation Jaarbeursplein in gebruik genomen: tot de aansluiting in 2022 met de in 2019 geopende Uithoflijn was dit het beginpunt voor de trams naar Nieuwegein en verder. Bij deze verhuizing in 2013 is de halte Westplein opgeheven, daar het stuk spoor waar deze halte aan lag buiten de route kwam te liggen.

### CU2030: eindsituatie busstations
Aan de centrumzijde van station Utrecht Centraal is er, deels onder de OV-terminal, een gecombineerd bus-/tramstation voor de Uithoflijn en bussen van en naar de binnenstad gekomen. Op 9 december 2018 is het busstation Centrumzijde in gebruik genomen en stoppen er enkeke buslijnen. In het midden van het perron zijn er twee keersporen waar de trams van en naar de Uithof kunnen keren. Deze Uithoflijn is in 2019 in gebruik genomen. De busbaan richting het zuiden uit 1999 langs de oostelijke zijde van de spoorlijn is daarvoor verbouwd tot trambaan. Aan de westzijde van het spoor is er in 2016 een vervangende busbaan aangelegd. Deze Dichtersbaan loopt vanaf busstation Jaarbeurszijde als vrijliggende busbaan direct langs het spoor tot de Vondellaan.
De bussen van U-OV stoppen op busstation Jaarbeurszijde en een viertal lijnen op busstation Centrumzijde. De bussen van Syntus (en lijn 195 en 295 ook, wordt gereden door Arriva en Syntus) stoppen op busstation Jaarbeurszijde. De Brabantliners van Arriva stopten nog op busstation Jaarbeursplein totdat er ruimte vrijkwam op Jaarbeurszijde (bij de  opheffing en vervanging van buslijn 12 door de Uithoflijn oftewel  tramlijn 22 in december 2019). De Streekbuzz (81 en 90) en Snelbuzz (387 en 388) van Qbuzz stoppen op Utrecht CS Jaarbeurszijde.

### Touringcars
Tot 12 april 2008 vertrokken vanaf het Jaarbeursplein wekelijks vele touringcars naar diverse vakantiebestemmingen. Met de herinrichting van het busstation daar was er geen plek meer voor touringcars. Vanaf 20 april 2008 kregen een aantal streeklijnen hun begin- en eindpunt op het Jaarbeursplein. Per 1 juni 2008 vertrokken de touringcars vanaf het tijdelijk nieuw ingerichte terrein bij het Muziekcentrum Vredenburg Leidsche Rijn. Dit tijdelijke Muziekcentrum is in 2014 weer gesloten, en de bushalte voor lijndiensten is in 2016 met de bijbehorende daar tijdelijke weg ook opgeheven: Touringcars met passagiers die Utrecht komen bezoeken hebben anno 2025 vervangende halteplaatsen aan de Stadsbuitengracht (alleen in- en uitstappen). Touringcars voor bijvoorbeeld de wintersport vertrekken anno 2025 vanaf parkeerterreinen ver van het centrum af die een betere autobereikbaarheid hebben. De lijnbussen van Eurolines vertrokken tot 2016 nog bij het Jaarbeursplein. De bussen van Flixbus vertrekken anno 2025 vanaf het Westplein maar wel vanaf de zuidkant van dat plein dat vlak bij het Jaarbeursplein ligt.

## Foto's

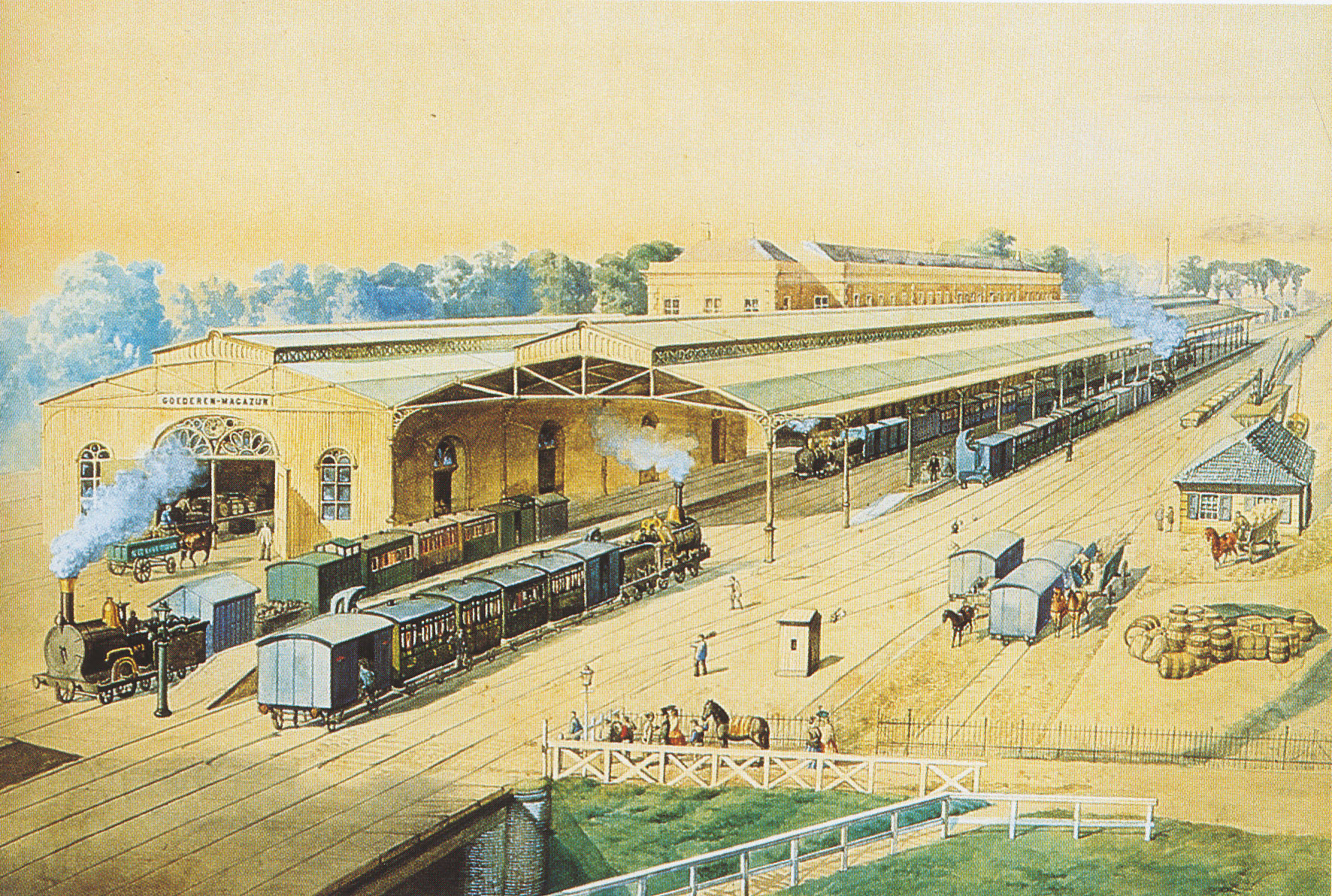
Perron van de Nederlandsche Rhijnspoorweg-Maatschappij in 1866, later het Centraal Station.
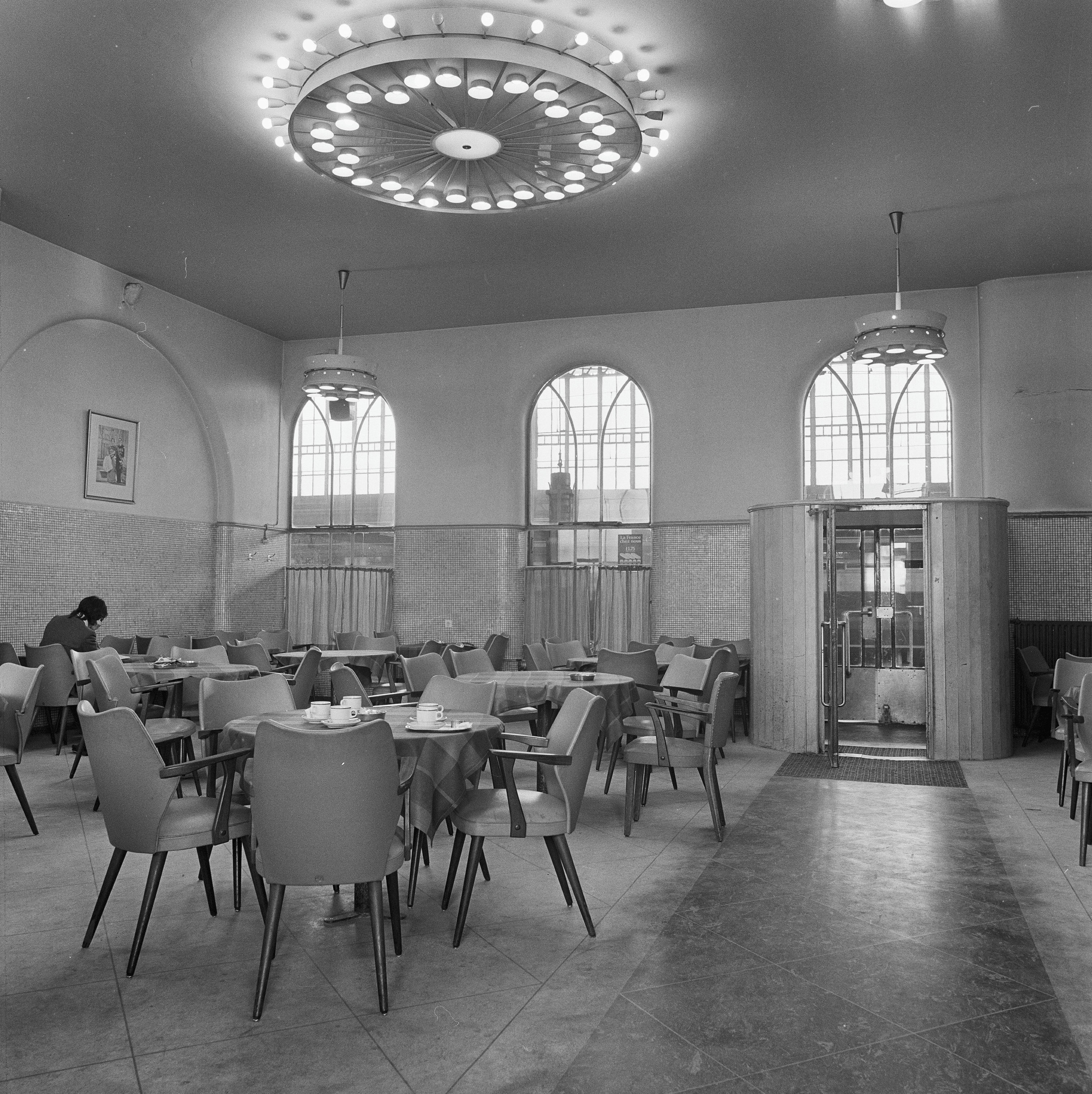
Wachtkamer; november 1973, kort voor de sloop.
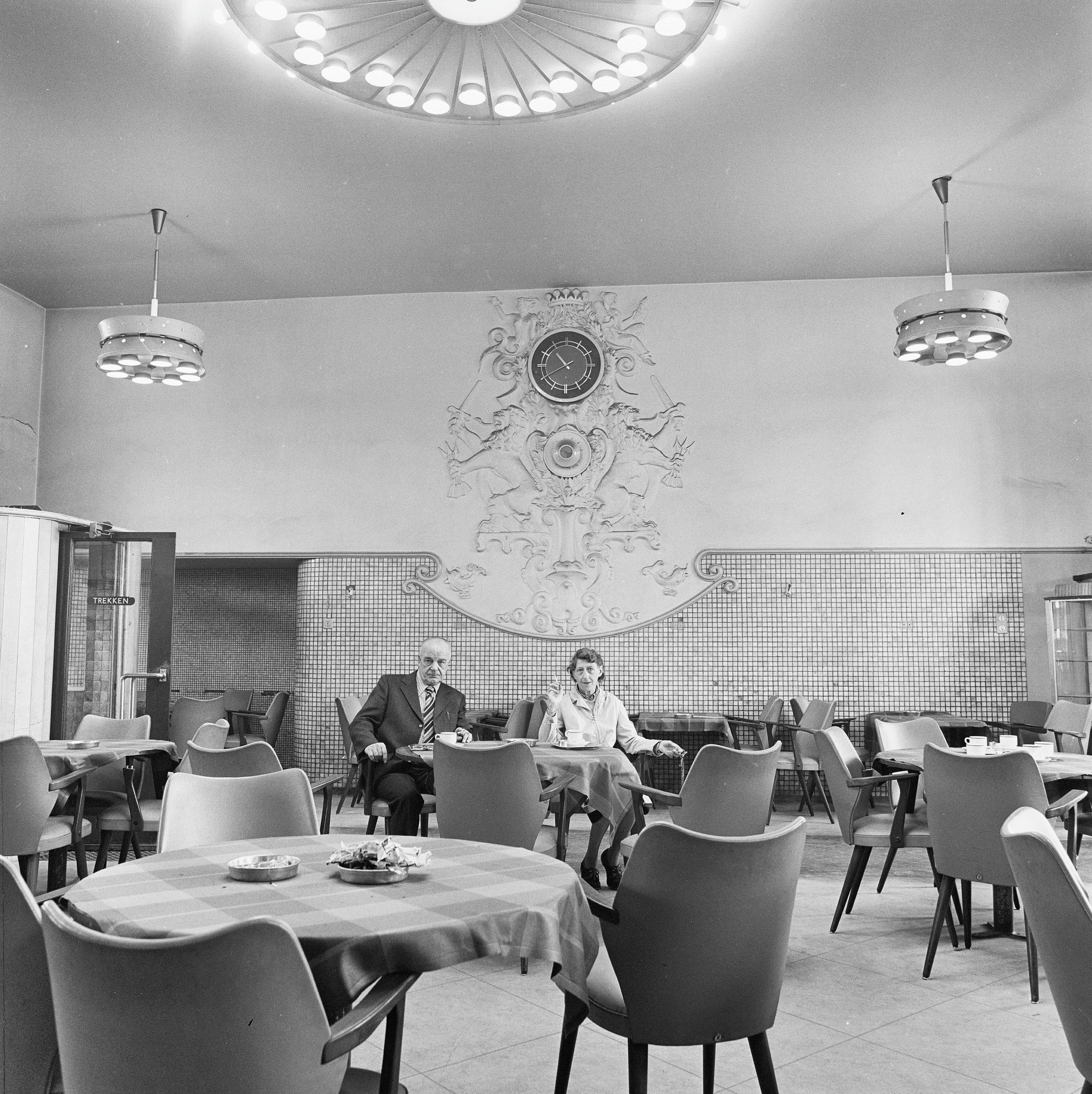
Wachtkamer; november 1973, kort voor de sloop.
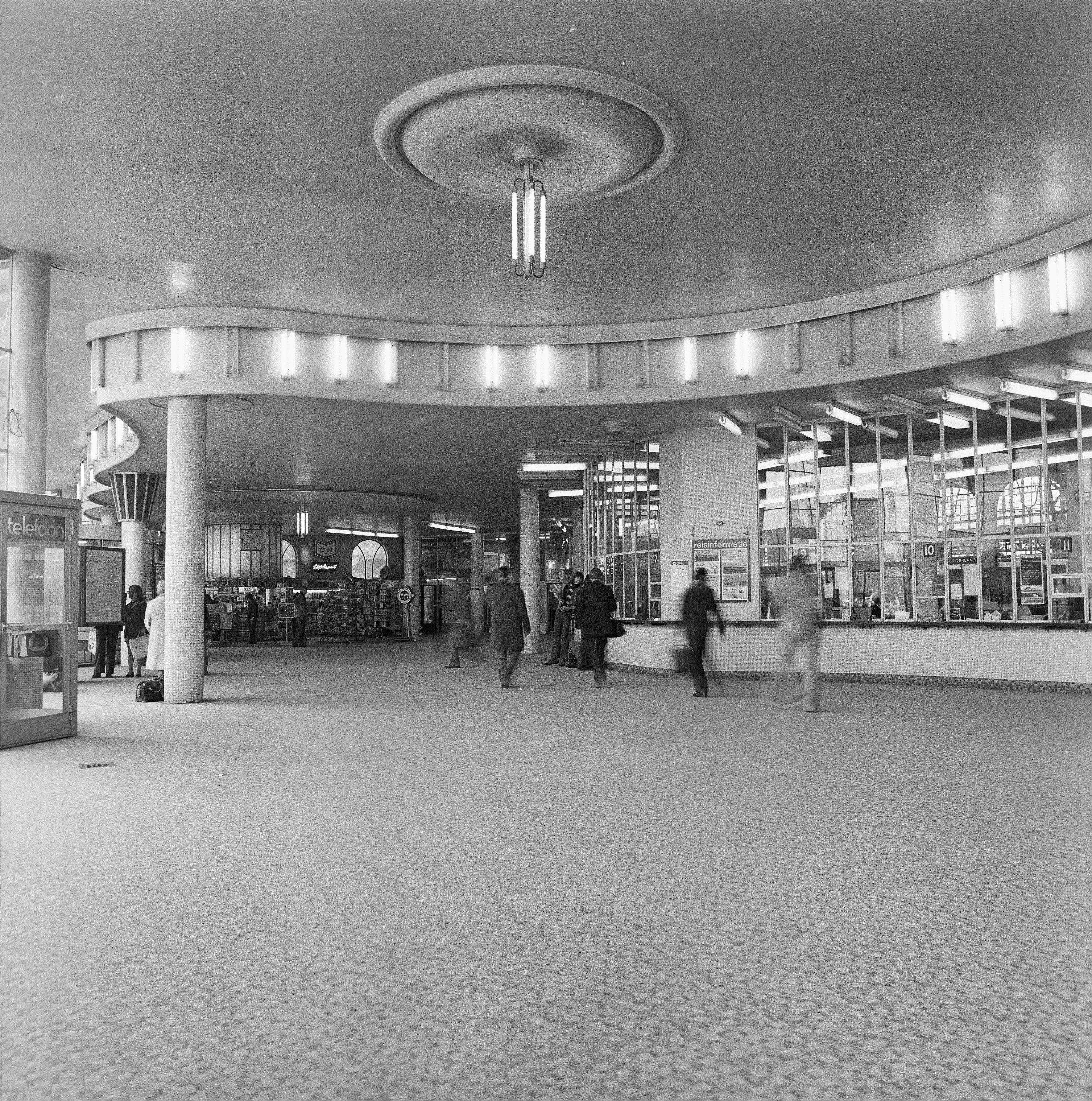
Aankomsthal; november 1973, kort voor de sloop.
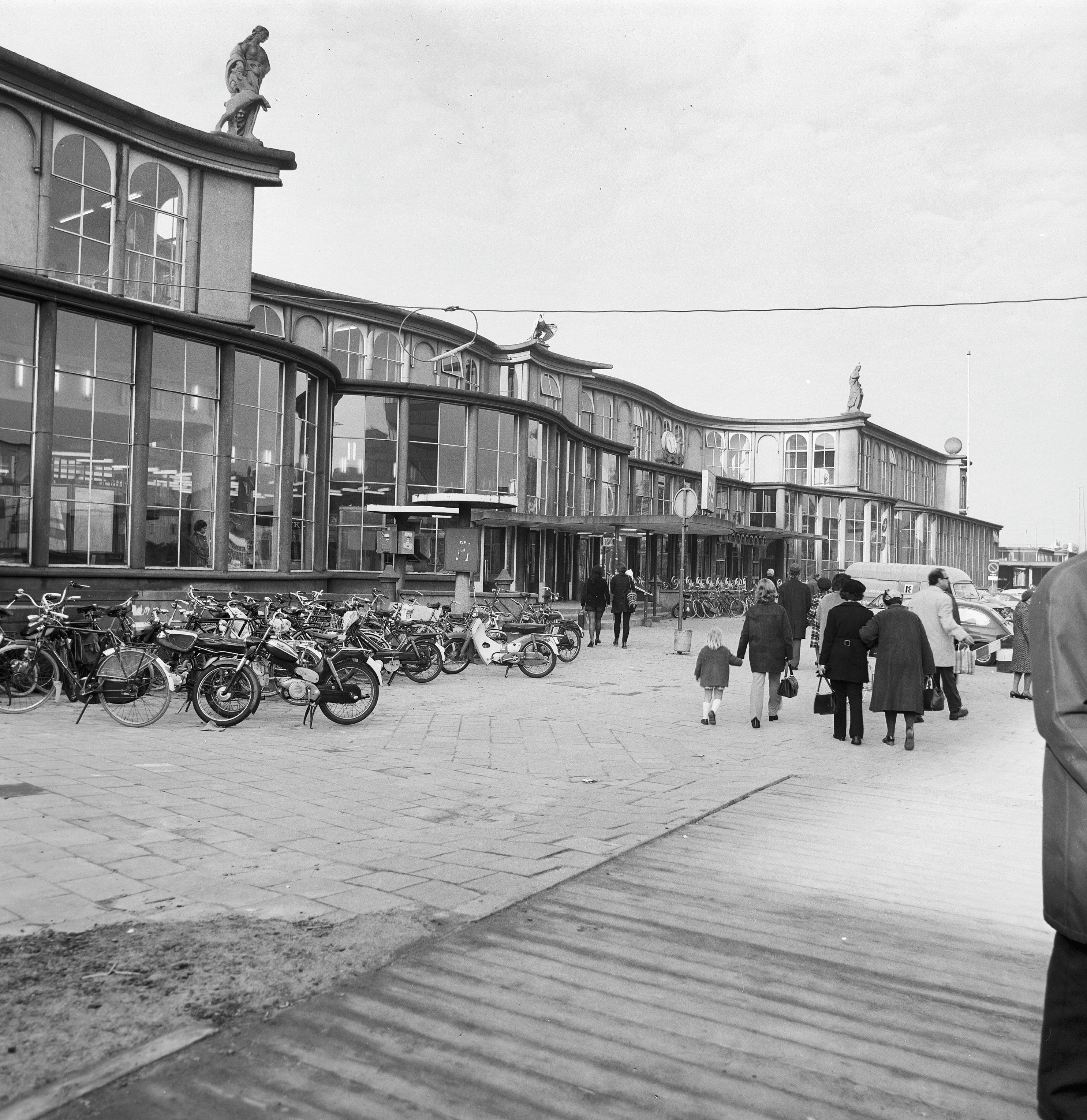
Voorgevel van het oude gebouw van het Utrechtse Centraal Station in 1973, kort voor de sloop.
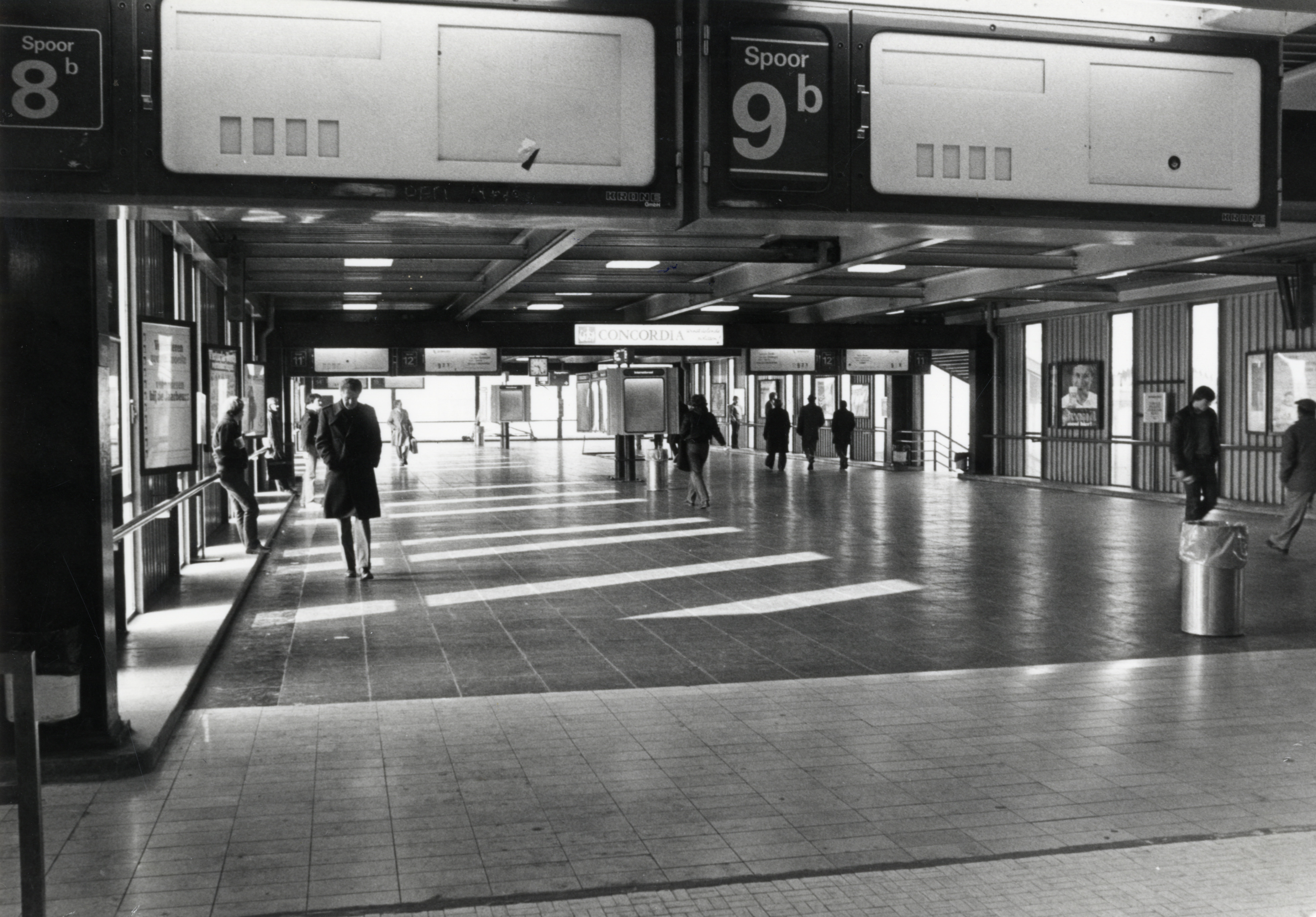
De Stationstraverse uit 1969 met toegang tot de NS-perrons. In 1989 opgegaan in de haluitbreiding van dat jaar.
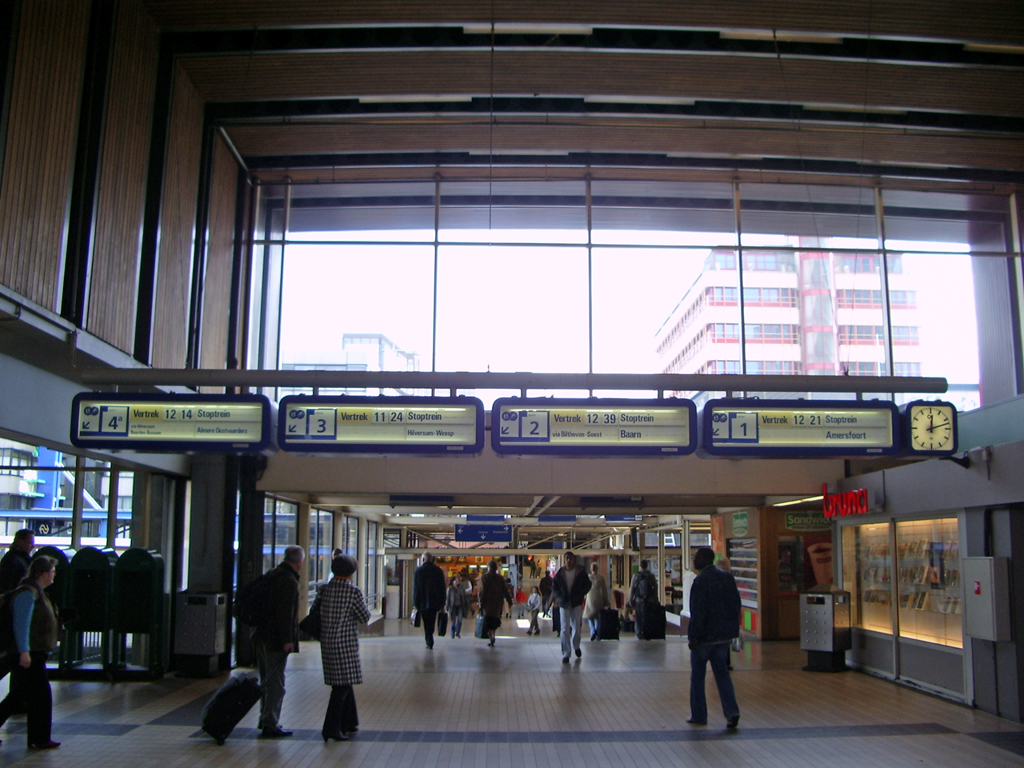
De voormalige overgang tussen het stationsgebied en Hoog Catharijne uit 1973 in april 2006
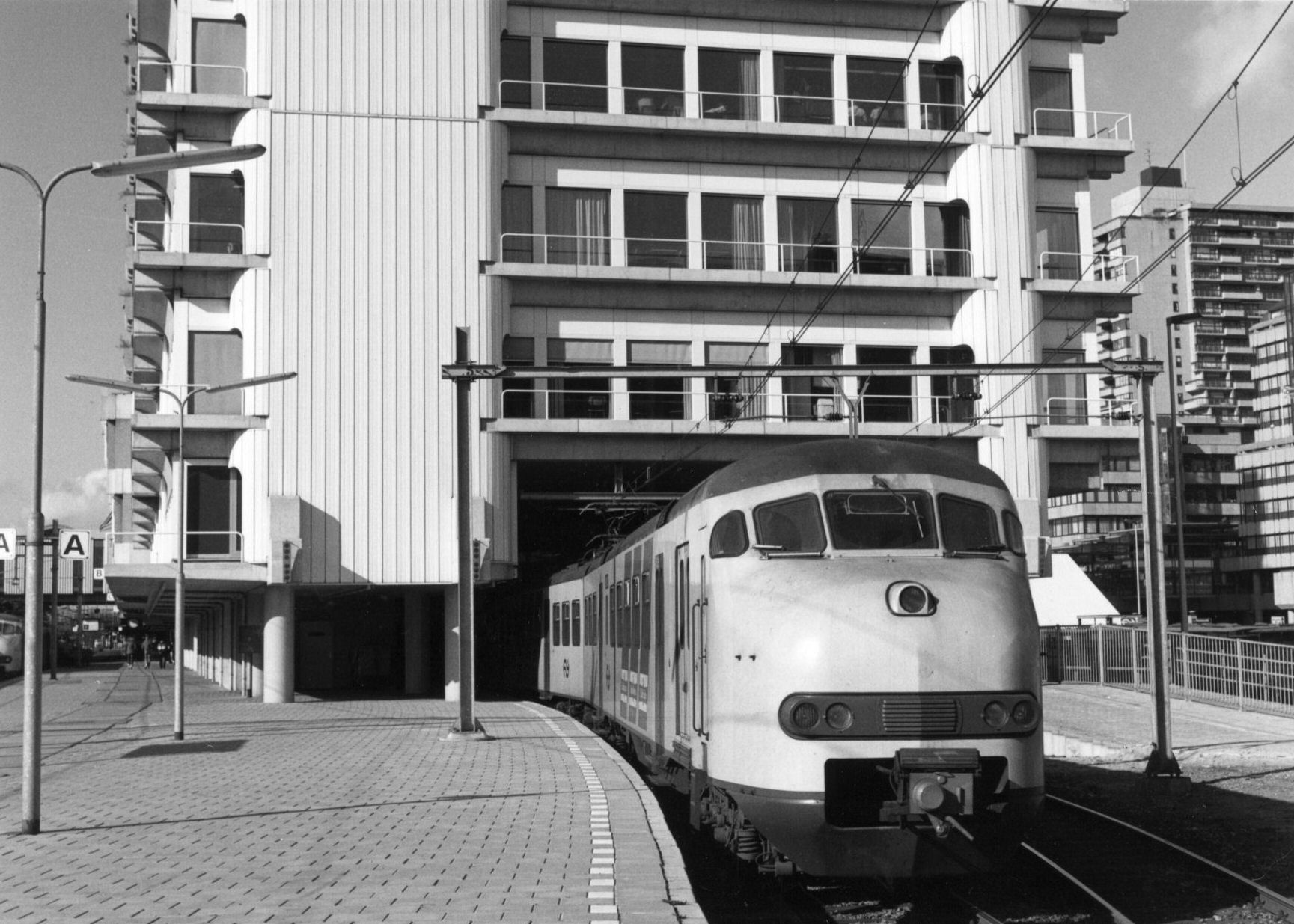
De sporen zijn de twee middelste doorgetrokken noordelijke buurtsporen onder Laag Katreine door. Het rechter spoor 4b, is opgebroken in 2016.
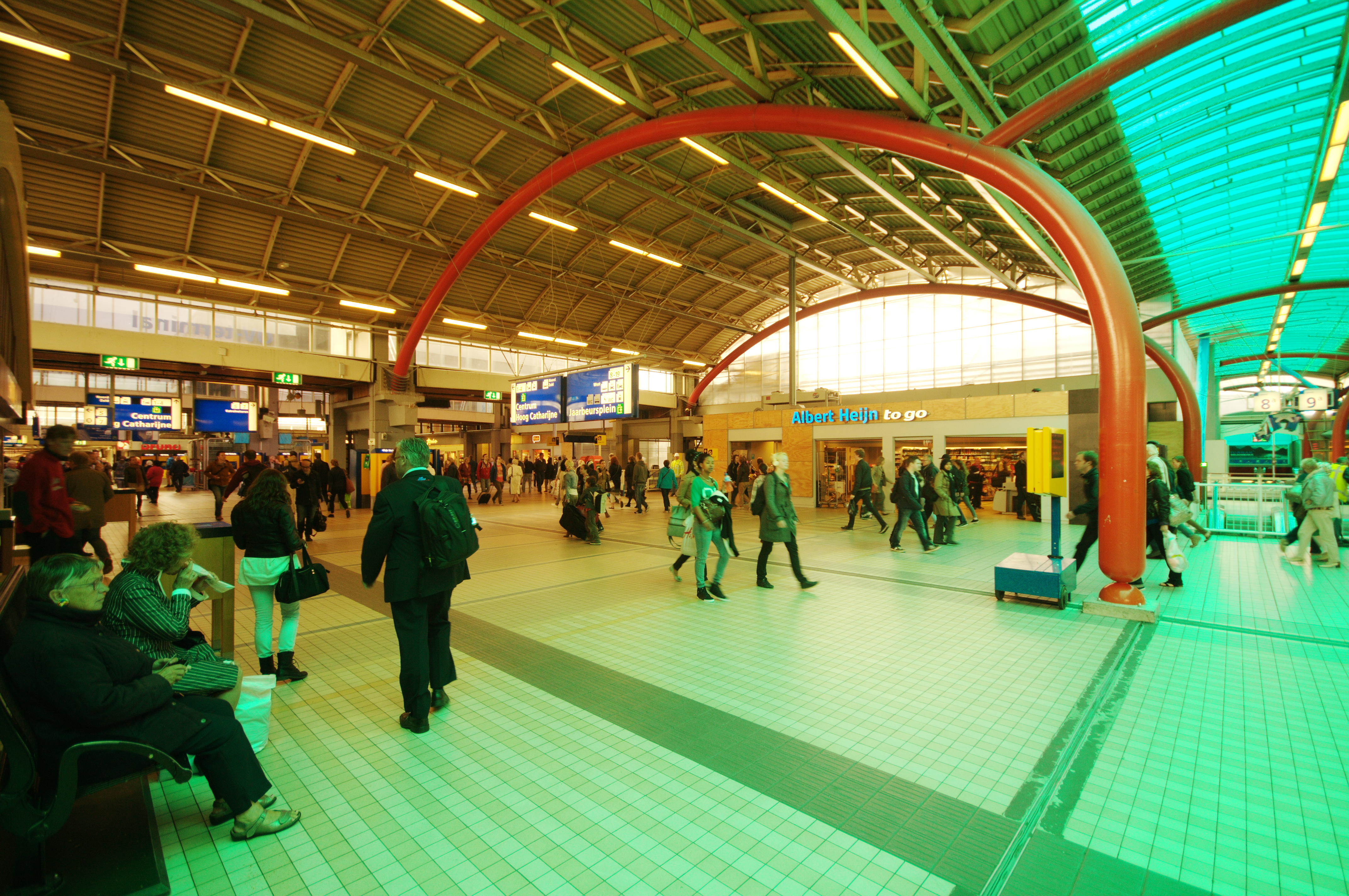
De voormalige stationshal van 1989 op 27 juni 2013.
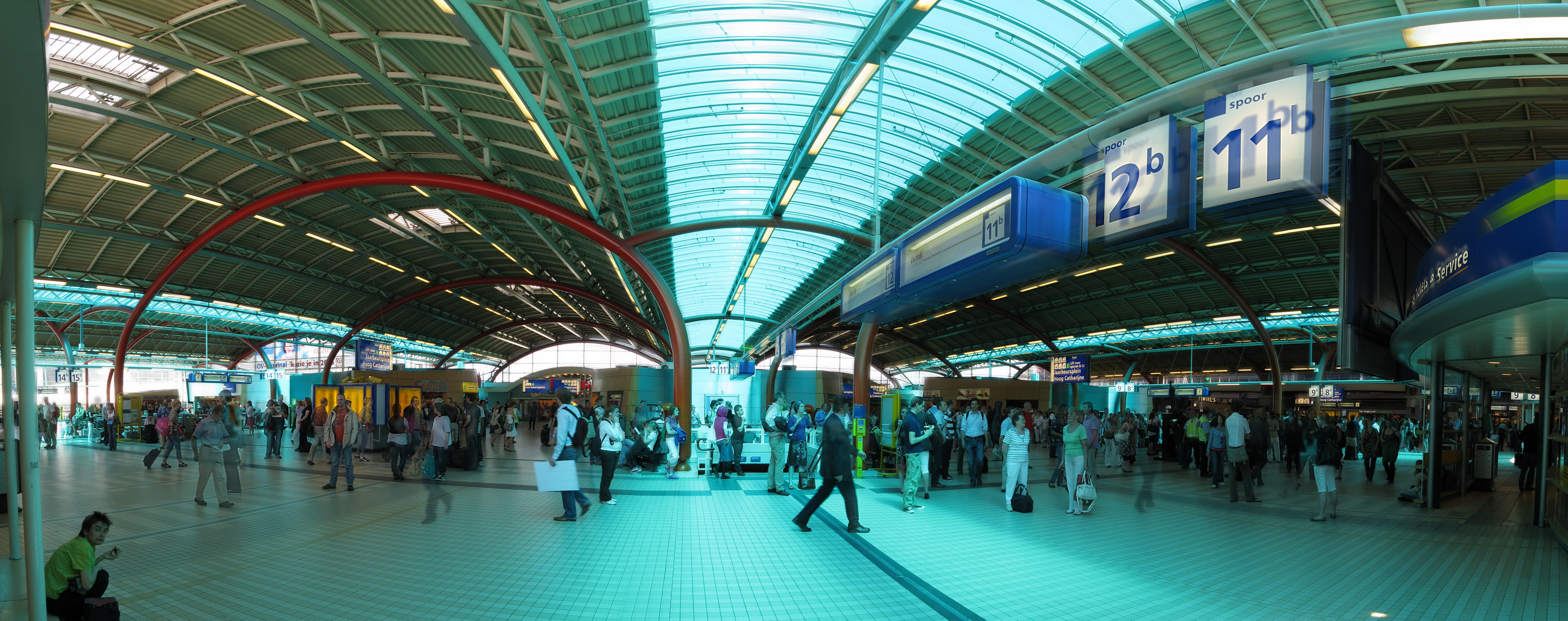
Panorama-foto voormalige stationshal 9 mei 2008
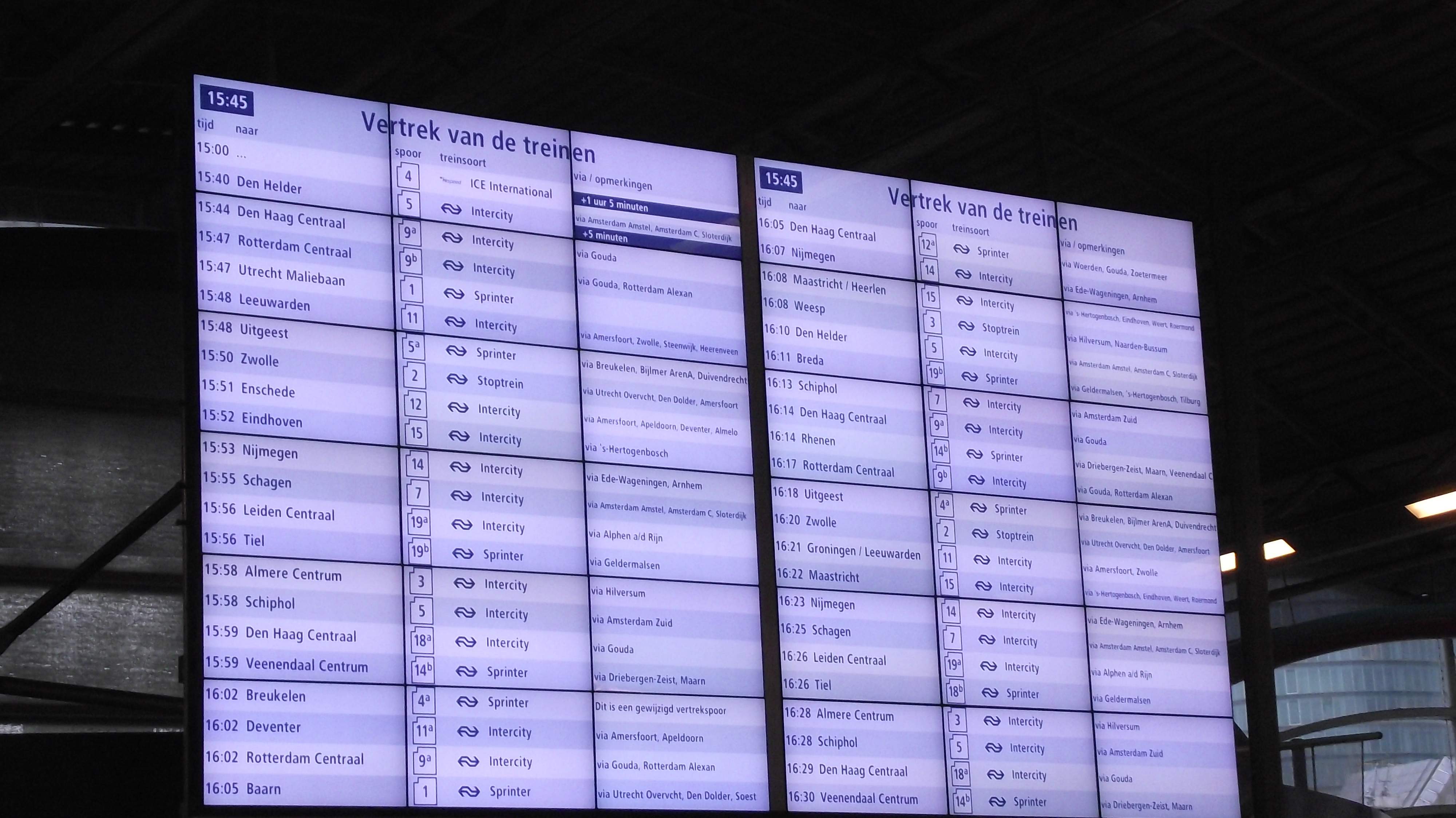
Het grote voormalige lcd-scherm van dichtbij
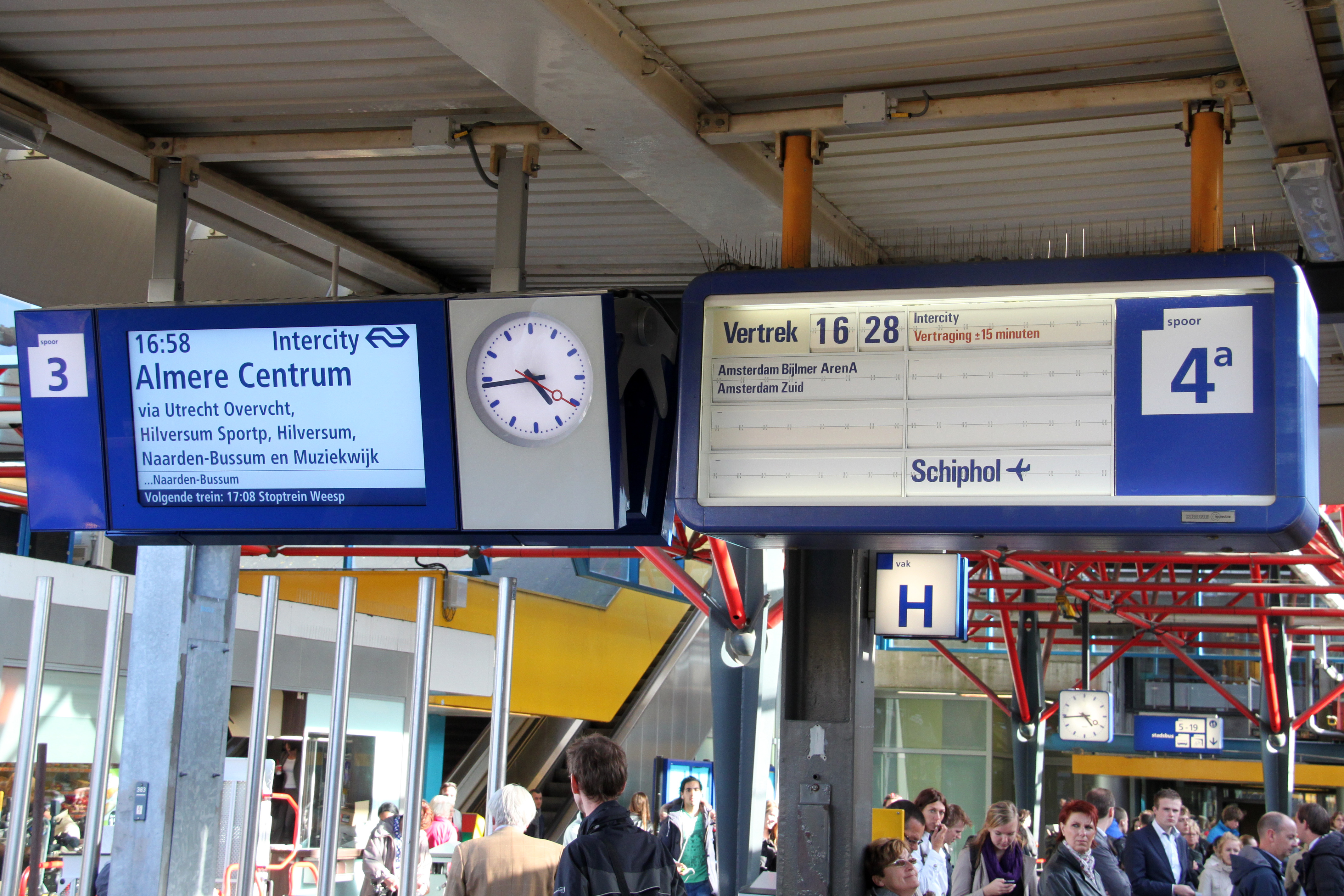
In oktober 2011 hingen een oud en nieuw scherm naast elkaar.
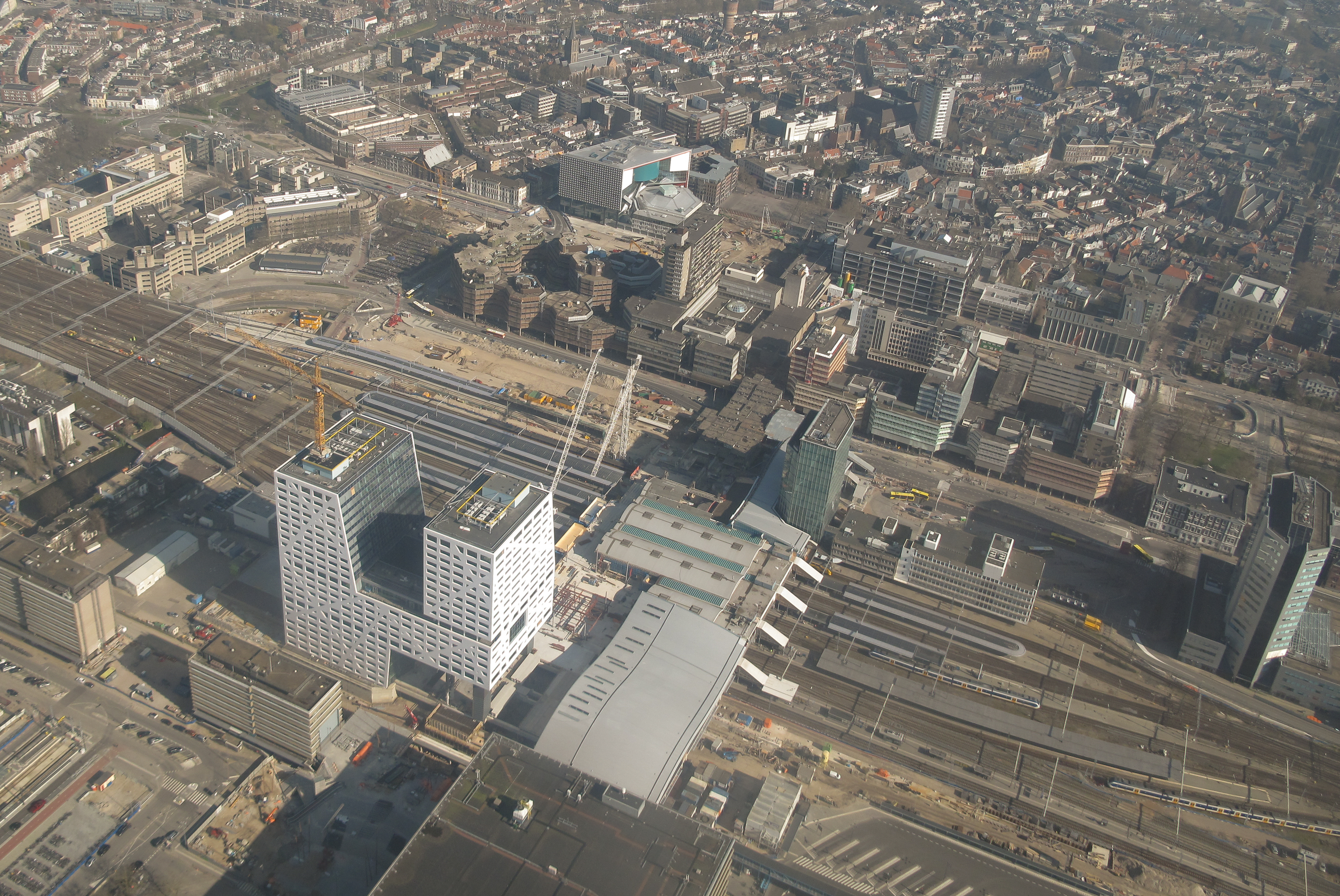
Luchtfoto met zowel een oud, toen nog te slopen, deel uit 1989 als een nieuwbouwdeel uit 2013, gezien vanuit het zuidwesten; 9 maart 2014.
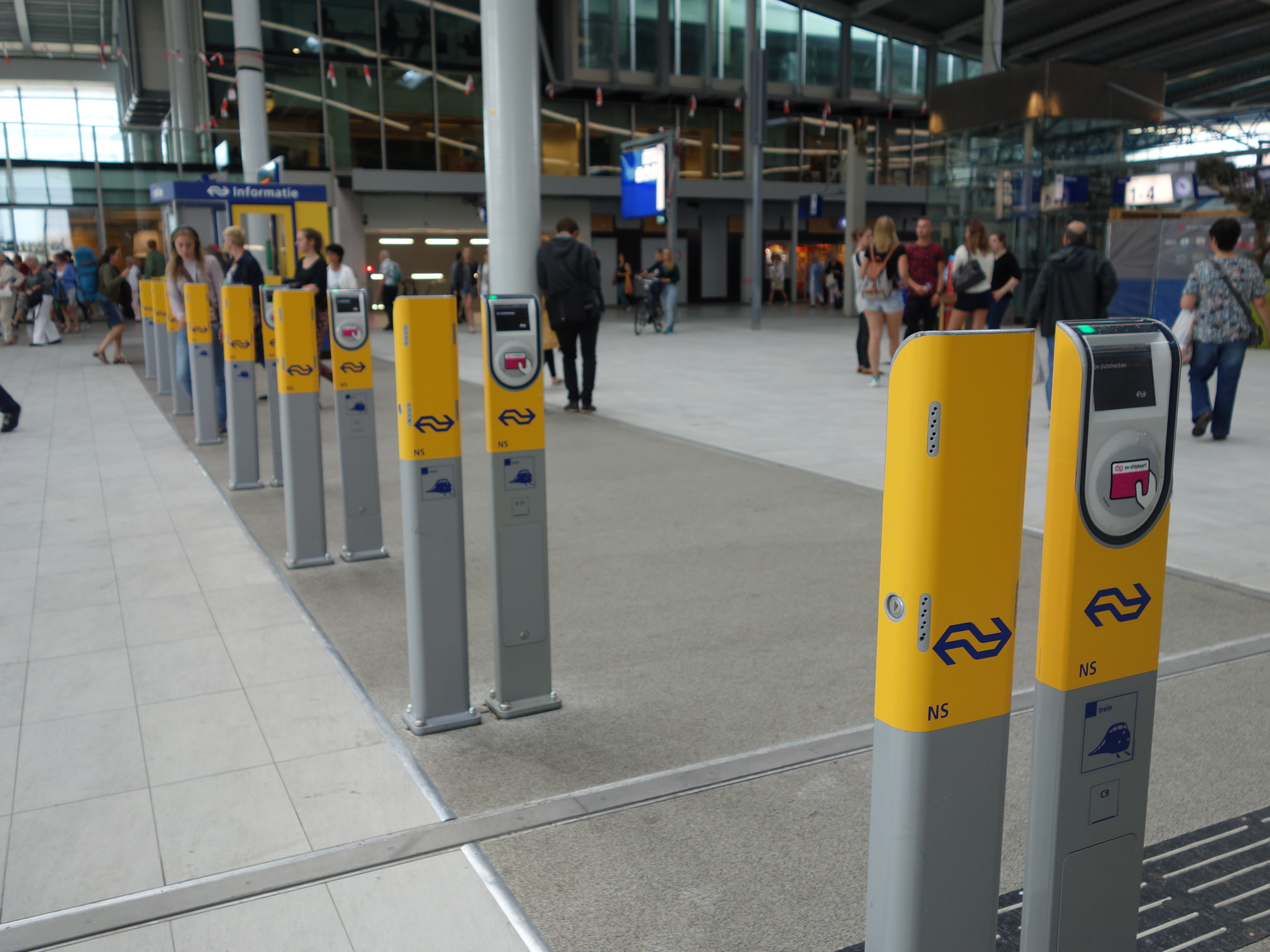
Incheckpaaltjes in de nieuwe hal (deze zijn inmiddels vervangen door poorten); 11 augustus 2015.
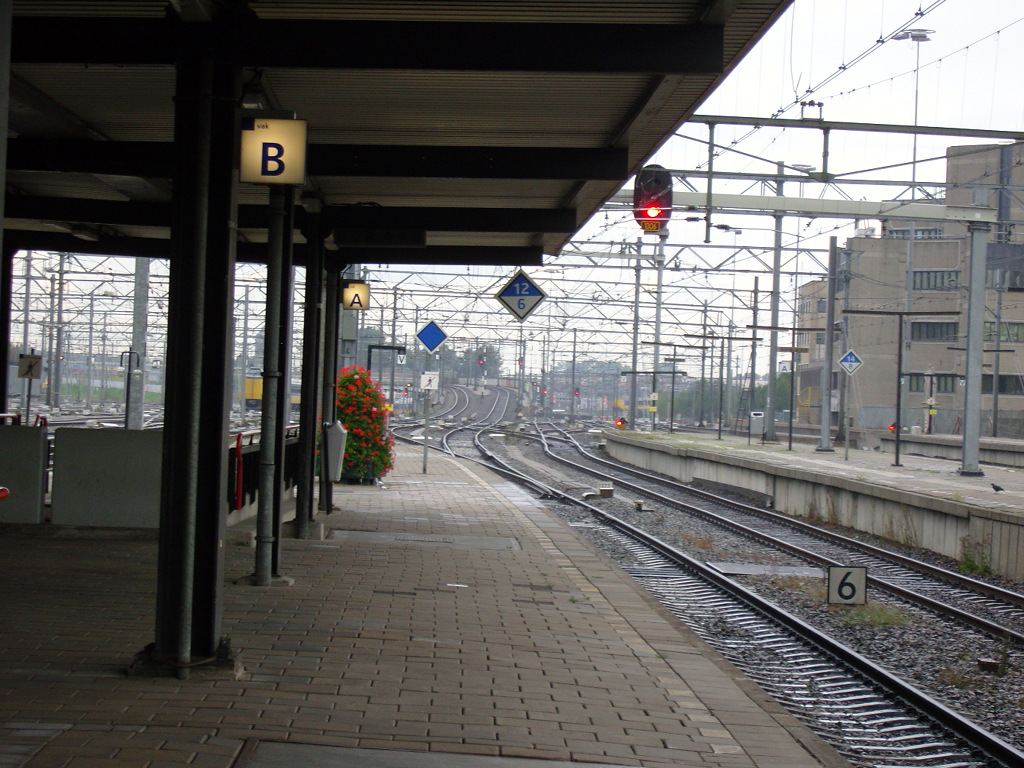
Zicht op het spoor vanaf spoor 5a in 2007, voor de herbouw tot OV-terminal.
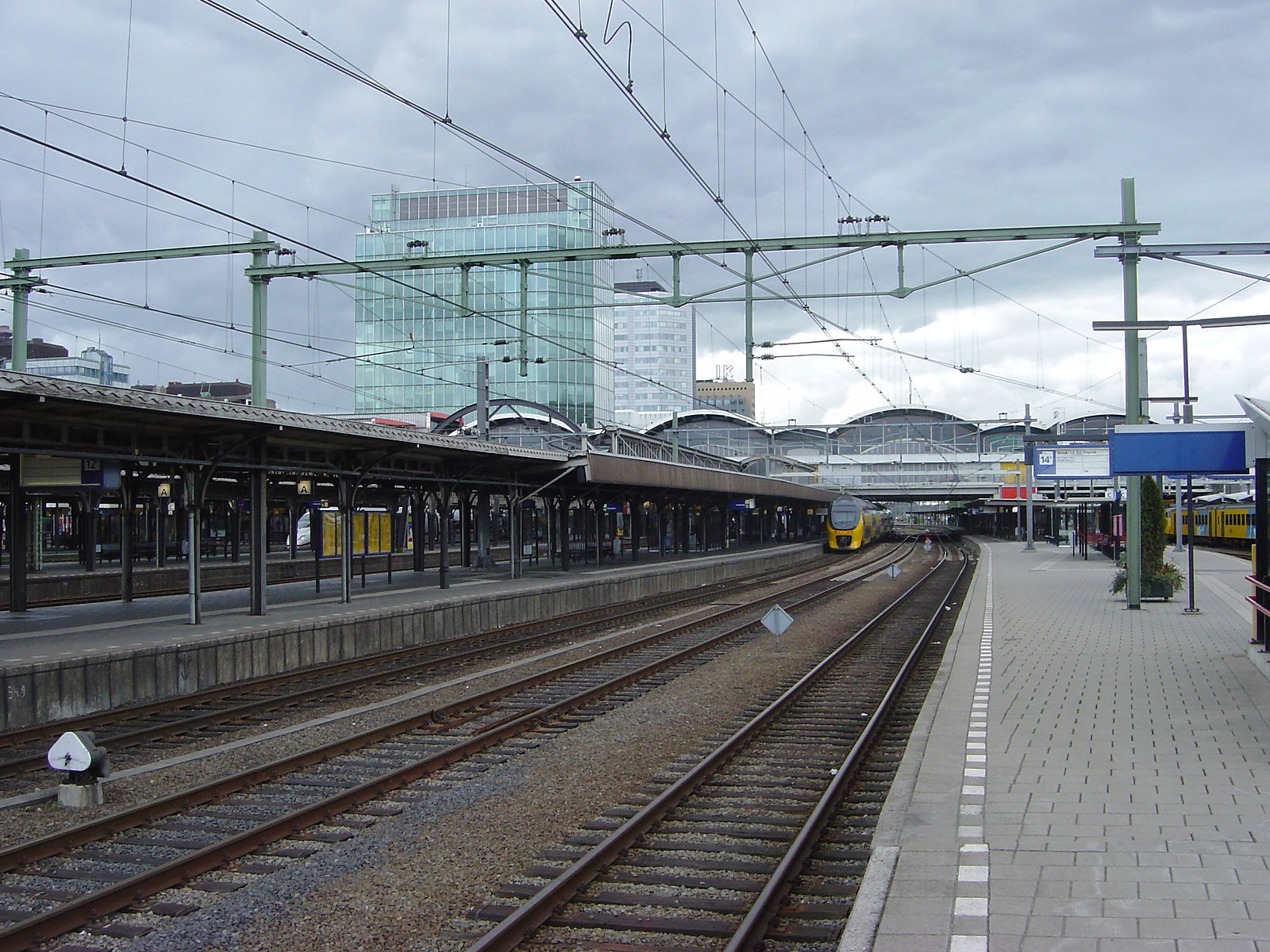
Zicht op perrons en de buitenzijde van de stationshal boven de sporen in 2005, voor de herbouw tot OV-terminal en de herinrichting van de sporen en de perrons.
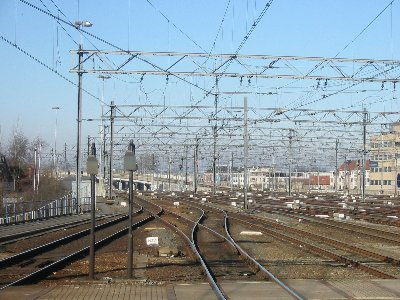
Wissels en bovenleiding emplacement Utrecht noordzijde. Rond 2016 zou het emplacement volledig heringericht worden.
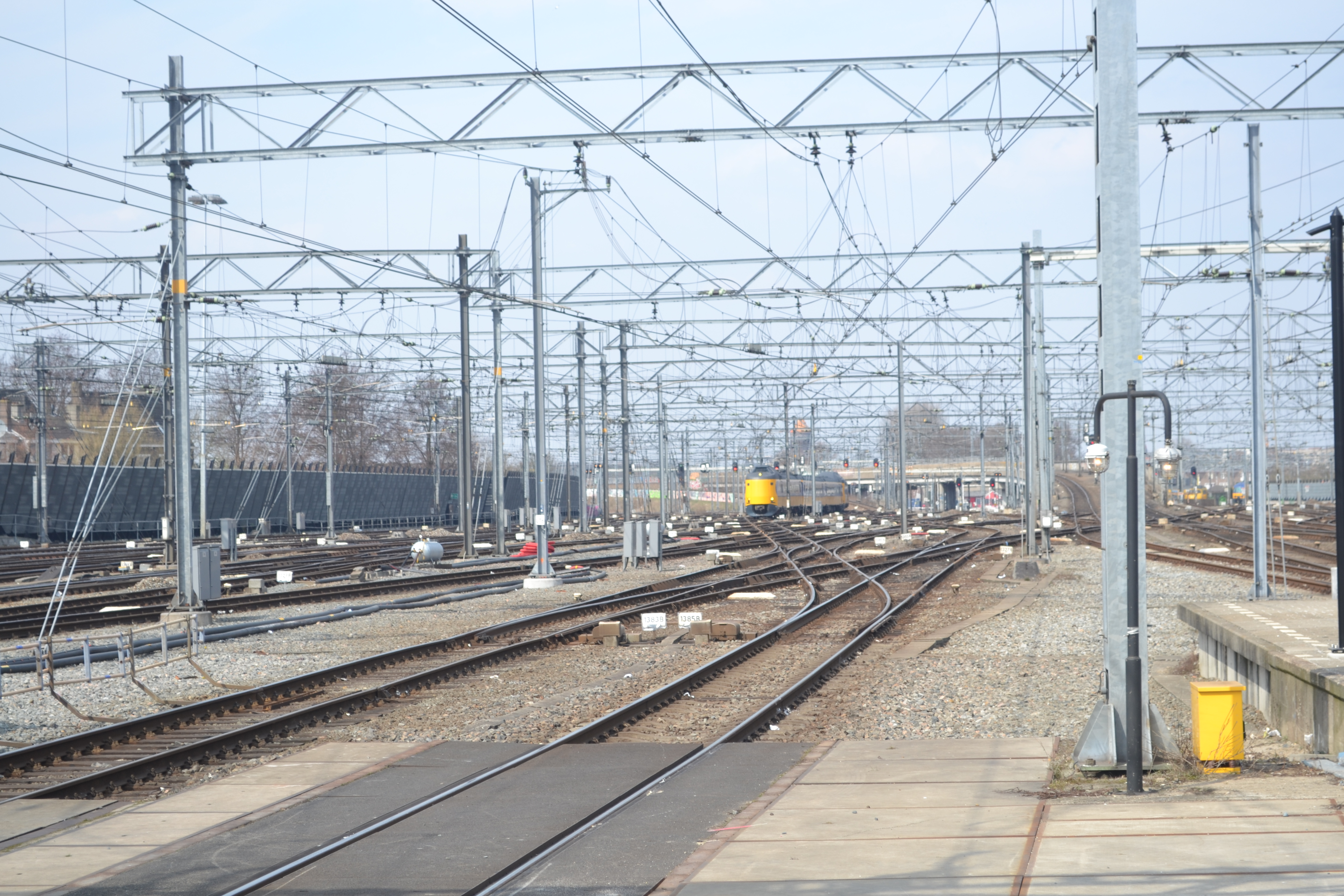
Het sporenplan ten noorden van Utrecht Centraal anno 2013. Tussen 2013 en 2016 werden vrijwel alle wissels hier gesaneerd.
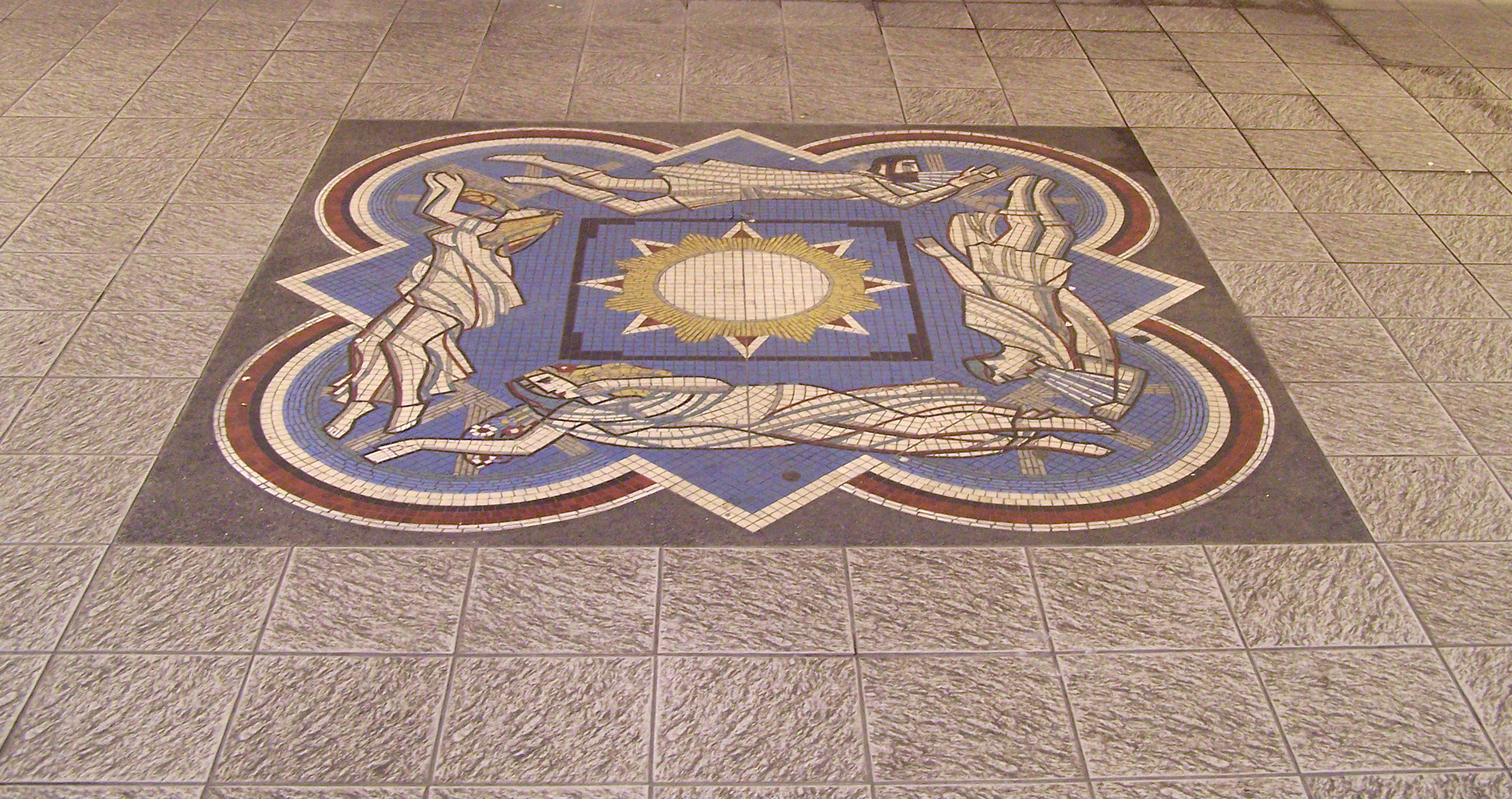
Kunstwerk 'De Vier Windstreken'; 23 mei 2009.
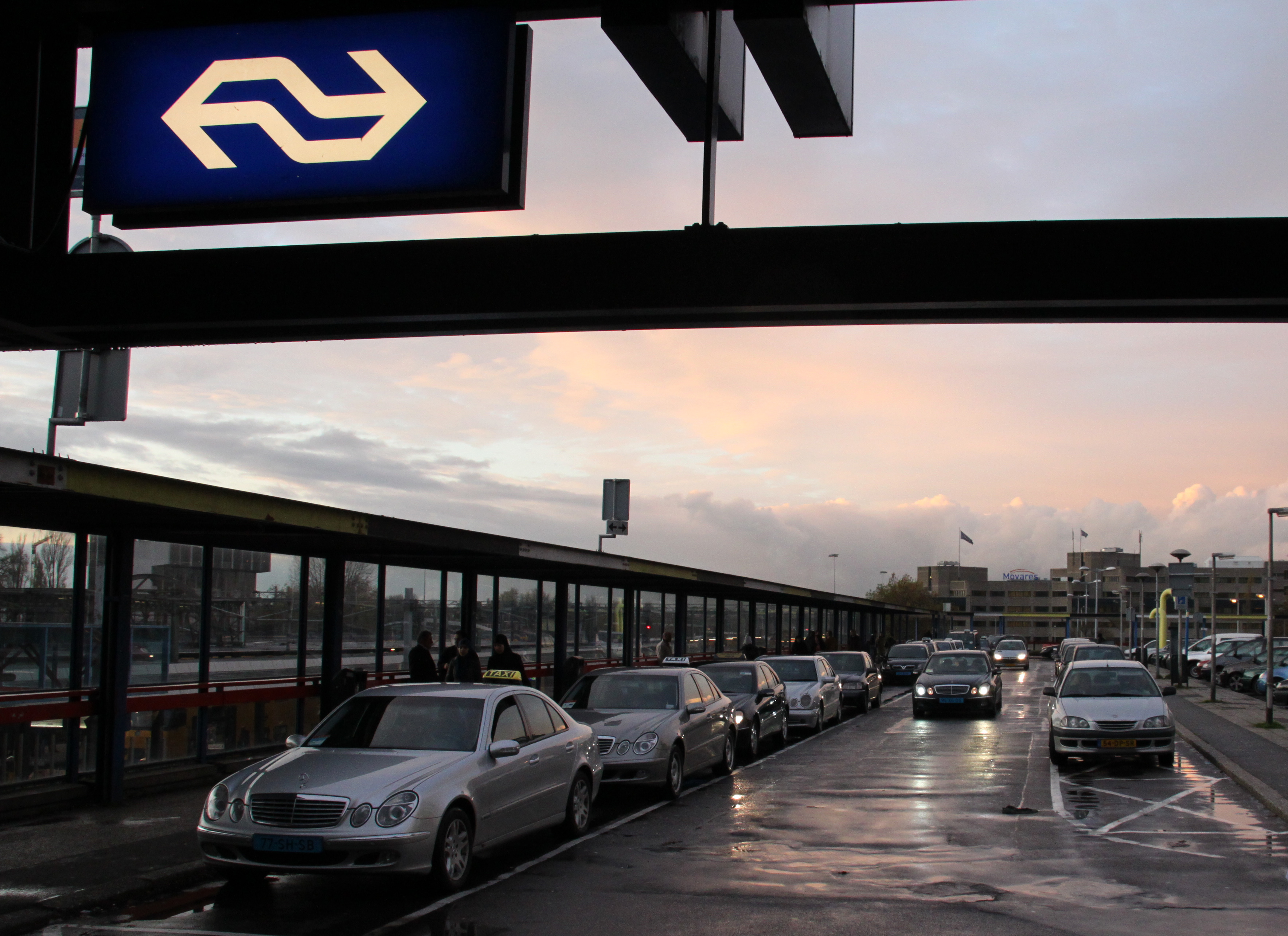
Taxiplatform, sinds 31 januari 2011 gesloten en na 2 september 2013 gesloopt.
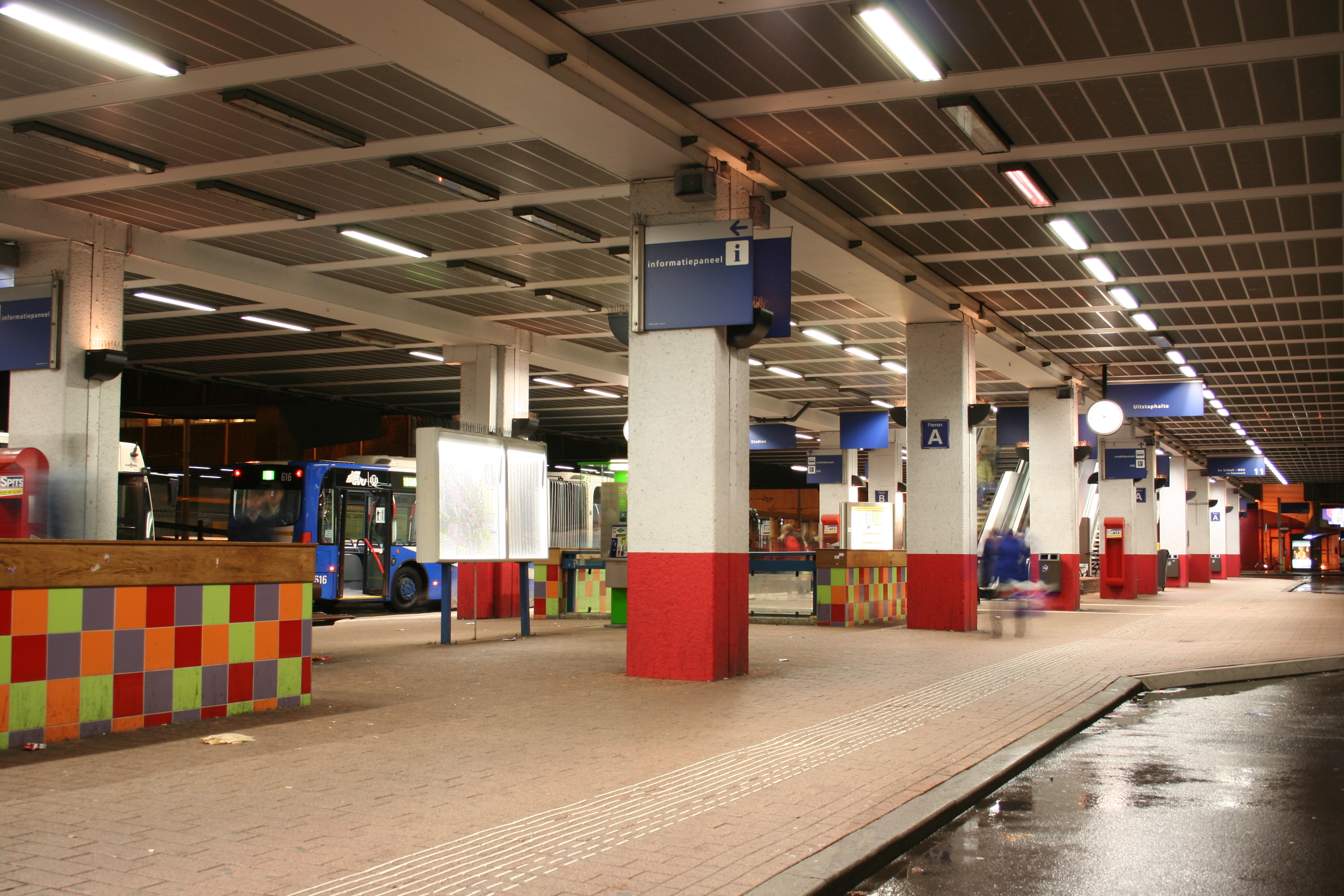
Stadsbusstation (tot 2 september 2013)
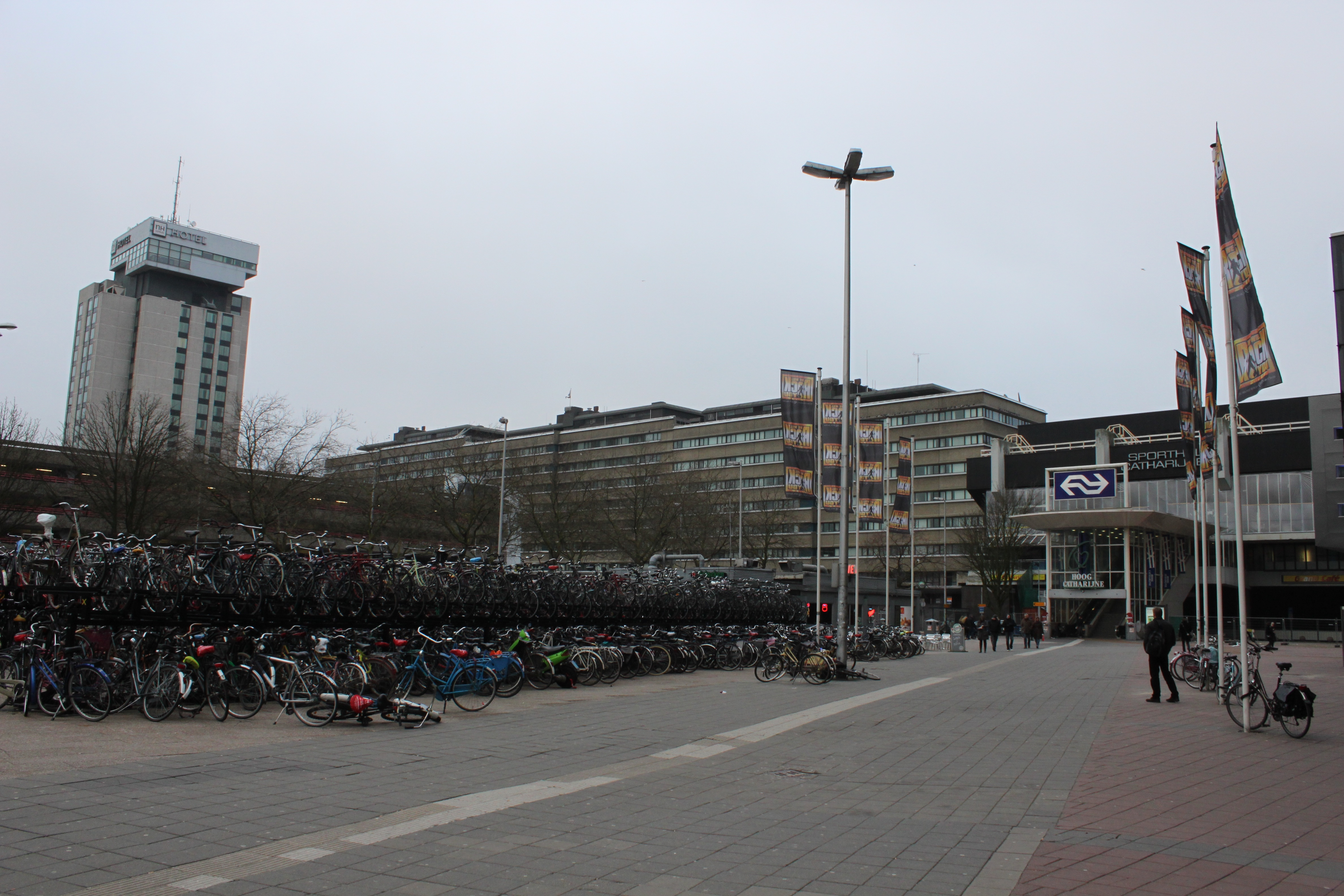
De voormalige westelijke entree en fietsenstalling bij het Jaarbeursplein. Het hotel is behouden gebleven.
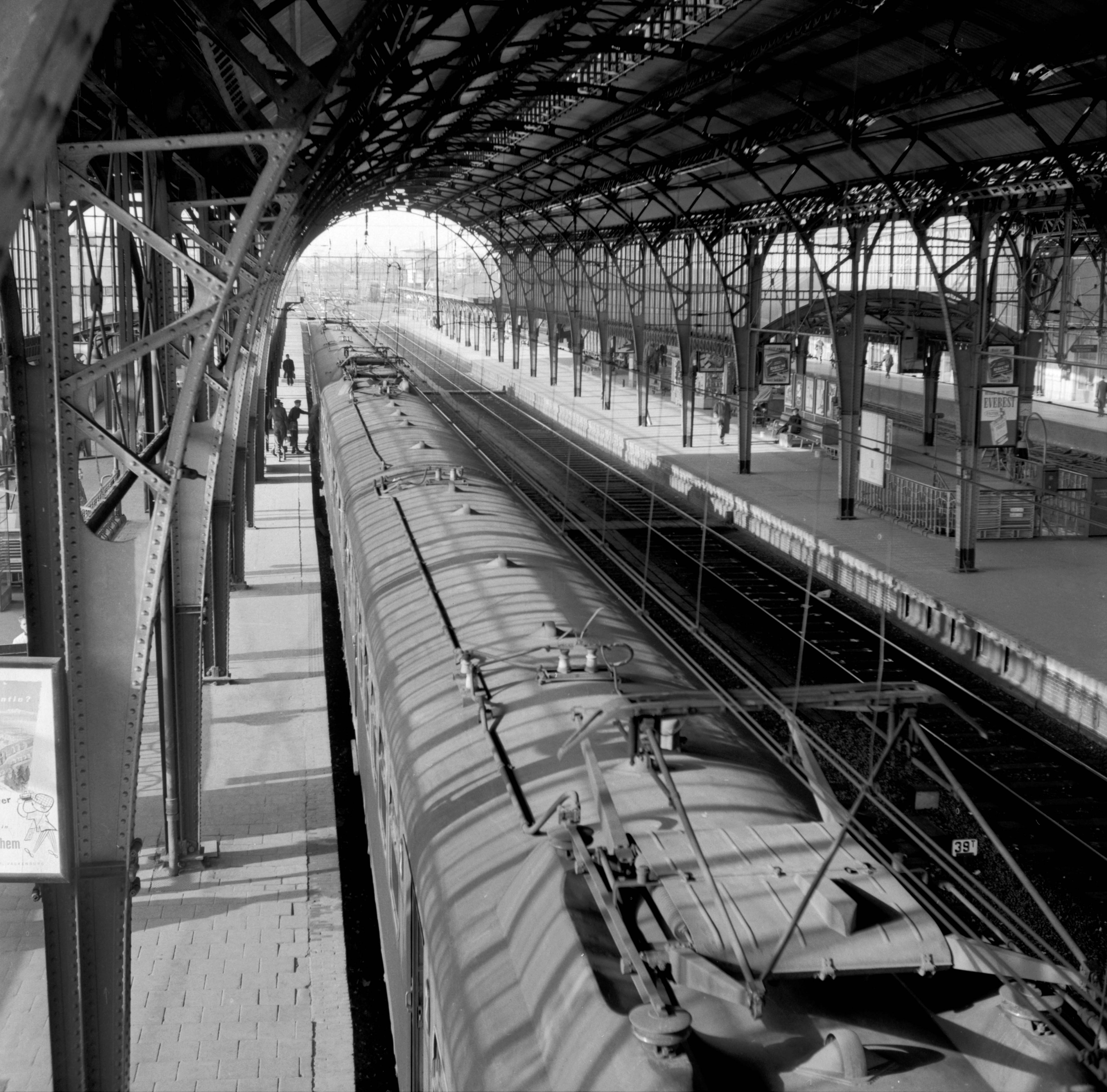
De voormalige stationskap op het noordelijk deel van het station van George van Heukelom. In 2011 zijn de restanten gesloopt.
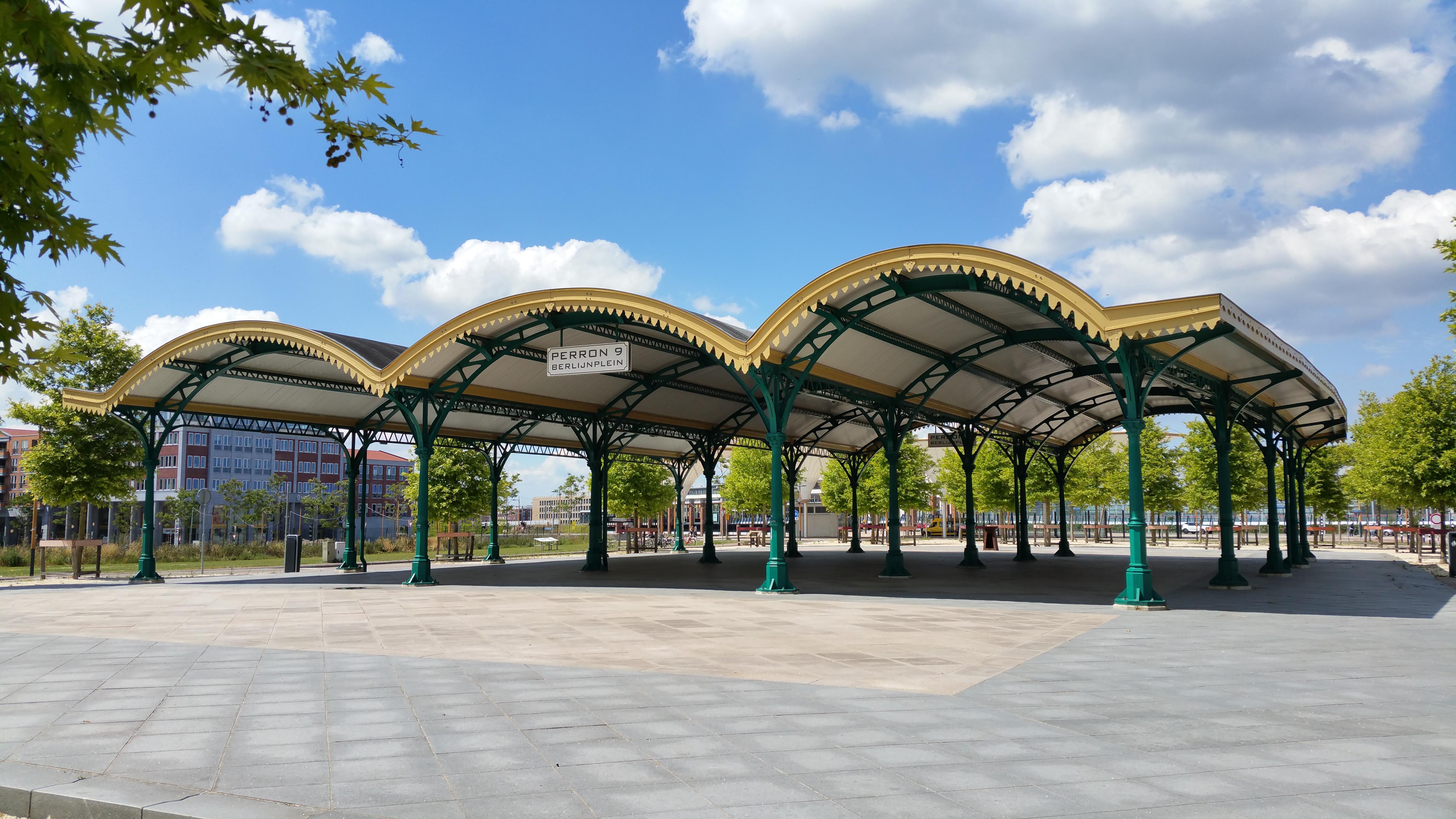
Een deel van de voormalige zuidelijke perronoverkapping op het Berlijnplijn in Leidsche Rijn Centrum. De perronkappen zijn daar naast elkaar geplaatst.

0: Utrecht Centraal ·
1: Utrecht Staatsspoor ·
2: Utrecht Vaartsche Rijn ·
4: Utrecht Lunetten ·
8: Houten ·
10: Houten Castellum ·
12: Schalkwijk ·
18: Culemborg ·
Tricht ·
26: Geldermalsen ·
31: Waardenburg ·
35: Zaltbommel ·
41: Hedel ·
48: 's-Hertogenbosch ·
52: Vught ·
56: Esch ·
60: Boxtel
0: Utrecht Centraal ·
1: Utrecht Buurtstation ·
2:Amsterdamsche Straatweg ·
2: Vechtbrug ·
3: Utrecht Overvecht ·
5: Blauwkapel ·
7: Groenekan Oost ·
9: Bilthoven ·
12: Den Dolder ·
16: Soestduinen ·
19: De Vlasakkers ·
21: Amersfoort Centraal ·
22: Amersfoort NCS ·
23: Amersfoort Koppel ·
24: Bloemendaalsche Weg ·
25: Amersfoort Schothorst ·
26: Liendert ·
28: Hooglanderveen ·
28: Amersfoort Vathorst ·
29: Hoevelaken ·
30: Slichtenhorst ·
32: Nijkerk ·
34: Diermen ·
36: Hooge Steeg ·
38: Bijsteren ·
40: Putten ·
43: Volenbeek ·
45: Ermelo ·
47: Horst-Tonsel ·
49: Harderwijk ·
55: Hulshorst ·
58: Nieuw Groeneveld ·
64: Nunspeet ·
70: 't Harde ·
73: Oldebroek ·
79: Wezep ·
83: Hattemerbroek ·
88: Zwolle NCS ·
88: Zwolle ·
101: Kampen
0: Amsterdam Centraal · 
1: Amsterdam Muiderpoort · 
2: Amsterdam Weesperpoort · 
3: Amsterdam Amstel · 
4: Duivendrecht · 
6: Amsterdam Arena (stadionhalte) ·
6: Amsterdam Bijlmer ArenA · 
9: Amsterdam Holendrecht ·
11: Abcoude · 
16: Vreeland · 
19: Nieuwersluis-Loenen · 
23: Breukelen · 
28: Maarssen · 
33: Utrecht Zuilen · 
35: Utrecht Centraal · 
37: Jeremiebrug · 
37: Utrecht Vaartsche Rijn · 
38: Houtenschepad · 
39: Meerveldscheweg · 
40: Vechten · 
42: Bunnik · 
47: Driebergen-Zeist · 
50: Driebergen-Austerlitz · 
53: Maarn (oud) · 
54: Maarn · 
57: Maarsbergen · 
62: Heuvelsche Steeg · 
68: Veenendaal-De Klomp · 
75: Ede-Wageningen · 
80: Buunderkamp · 
84: Wolfheze · 
88: Oosterbeek · 
92: Arnhem Centraal · 
93: Arnhem Velperpoort · 
96: Fort Westervoort · 
97: Oostzijde Brug · 
98: Westervoort · 
101: Duiven · 
105: Groessen · 
106: Zevenaar · 
111: Babberich · 
115: Elten
0: Utrecht Centraal ·
3: Utrecht Leidsche Rijn ·
5: Utrecht Terwijde ·
7: Vleuten ·
12: Harmelen ·
16: Woerden ·
21: Oudewater ·
Hekendorp ·
30: Gouda Goverwelle ·
32: Gouda ·
Moordrecht ·
41: Nieuwerkerk a/d IJssel ·
44: Capelle Schollevaar ·
46: Rotterdam Alexander ·
55: Rotterdam Noord ·
60: Rotterdam Centraal
Abcoude · 
Amersfoort:
-Centraal · 
-Schothorst · 
-Vathorst · 
Baarn · 
Bilthoven · 
Breukelen · 
Bunnik · 
Den Dolder · 
Driebergen-Zeist · 
Hoevelaken · 
Hollandsche Rading ·
Houten · 
-Castellum · 
Leerdam · 
Maarn · 
Maarssen · 
Rhenen · 
Soest · 
-Zuid · Soestdijk · 
Utrecht:
-Centraal · 
-Leidsche Rijn · 
-Lunetten · 
-Maliebaan · 
-Overvecht · 
-Terwijde · 
-Vaartsche Rijn · 
-Zuilen · 
Veenendaal: 
-Centrum · 
-West · 
Vleuten · 
Woerden
Voormalige stations: zie de lijst van voormalige spoorwegstations in Utrecht
Utrecht Centraal, Jaarbeursplein · Graadt van Roggenweg · 24 Oktoberplein-Zuid · Winkelcentrum Kanaleneiland · Vasco da Gamalaan · Kanaleneiland Zuid · P+R Westraven · Zuilenstein · Batau-Noord · Wijkersloot · Stadscentrum · Merwestein · Fokkesteeg · Wiersdijk · Nieuwegein-Zuid
Utrecht Centraal, Jaarbeursplein · Graadt van Roggenweg · 24 Oktoberplein-Zuid · Winkelcentrum Kanaleneiland · Vasco da Gamalaan · Kanaleneiland Zuid · P+R Westraven · Zuilenstein · Batau-Noord · Wijkersloot · Stadscentrum · St. Antonius Ziekenhuis · Doorslag · Hooghe Waerd · Clinckhoeff · Eiteren · Achterveld · Binnenstad · IJsselstein-Zuid
Jaarbeursplein (Utrecht Centraal) · 5 Mei Plein · Kanaleneiland Zuid · P+R Westraven · Stadscentrum · Nieuwegein-Zuid
Abcoude · 
Amersfoort:
-Centraal · 
-Schothorst · 
-Vathorst · 
Baarn · 
Bilthoven · 
Breukelen · 
Bunnik · 
Den Dolder · 
Driebergen-Zeist · 
Hoevelaken · 
Hollandsche Rading ·
Houten · 
-Castellum · 
Leerdam · 
Maarn · 
Maarssen · 
Rhenen · 
Soest · 
-Zuid · Soestdijk · 
Utrecht:
-Centraal · 
-Leidsche Rijn · 
-Lunetten · 
-Maliebaan · 
-Overvecht · 
-Terwijde · 
-Vaartsche Rijn · 
-Zuilen · 
Veenendaal: 
-Centrum · 
-West · 
Vleuten · 
Woerden
Voormalige stations: zie de lijst van voormalige spoorwegstations in Utrecht